# Festung

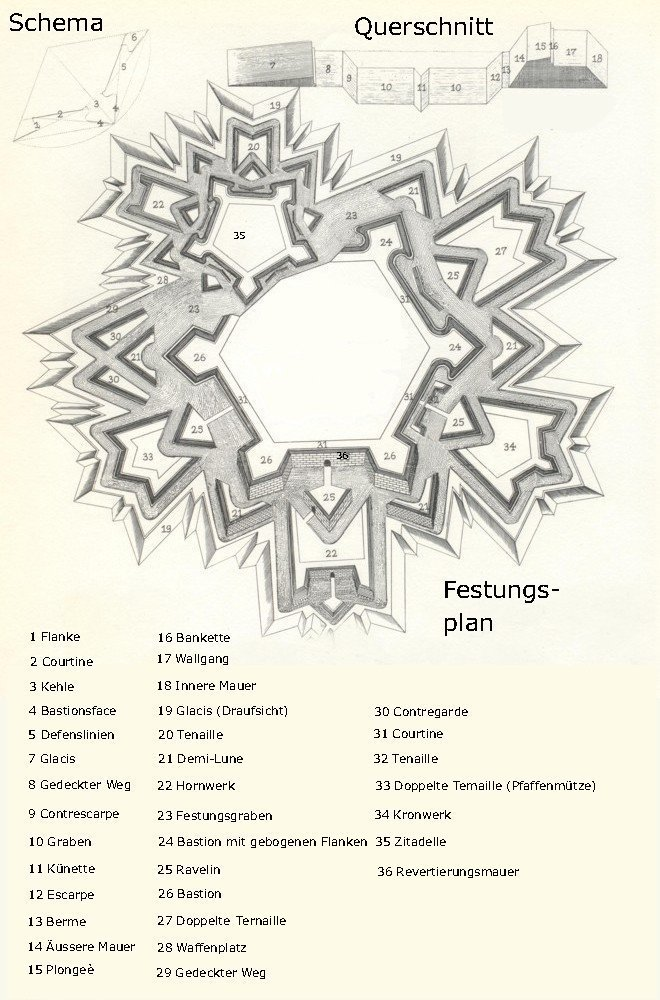
Grundriss und Profil einer idealtypischen Festung mit Werken aus unterschiedlichen Manieren und den zugehörigen Fachbegriffen

Eine Festung ist im Allgemeinen ein durch Wehranlagen stark befestigter Ort. Im engeren Sinne bezeichnet Festung in der Neuzeit eine eigenständige, meist stark gegliederte Wehranlage aus starkem Mauerwerk, später auch aus Beton, die dem Schutz gegen feindliche Feuerwaffen (insbesondere Artillerie) bei gleichzeitigem defensivem Feuerwaffeneinsatz durch die Verteidiger dient. Festungen dieser Art wurden ab dem 15. Jahrhundert als Reaktion auf den Einsatz schwerer Pulvergeschütze erbaut und waren bis zur Mitte des 20. Jahrhunderts üblich. Sie konnten der Grenz- oder Küstensicherung dienen, den Ausgangspunkt einer Offensive bilden und sich zurückziehende Heere aufnehmen. Darüber hinaus wurden manche Festungen als Verwaltungssitz, Gefängnis oder Aufbewahrungsort staatlicher Reserven an Geld oder Edelmetallen genutzt.
Der Ursprung der Begriffe Festung, Befestigung und Feste findet sich im mittelhochdeutschen Adjektiv veste im Sinne von „beständig“, „hart“, „stark“, das sich zu dem neuhochdeutschen fest entwickelte. Eine vergleichbare Wortherkunft ist bei der Fortifikation und dem Fort gegeben, die auf das lateinische fortis für „fest“, „kräftig“, „stark“ zurückgehen.
Die Eigenschaft einer Burg oder Festung, gegen ein gewaltsames Eindringen mittels Leiterangriffen gesichert zu sein, wurde früher als Sturmfreiheit bezeichnet (der Begriff wandelte sich später in die Bezeichnung für die Höhe des Walles einer Festung über ihrem Fundament).

## Grundlagen

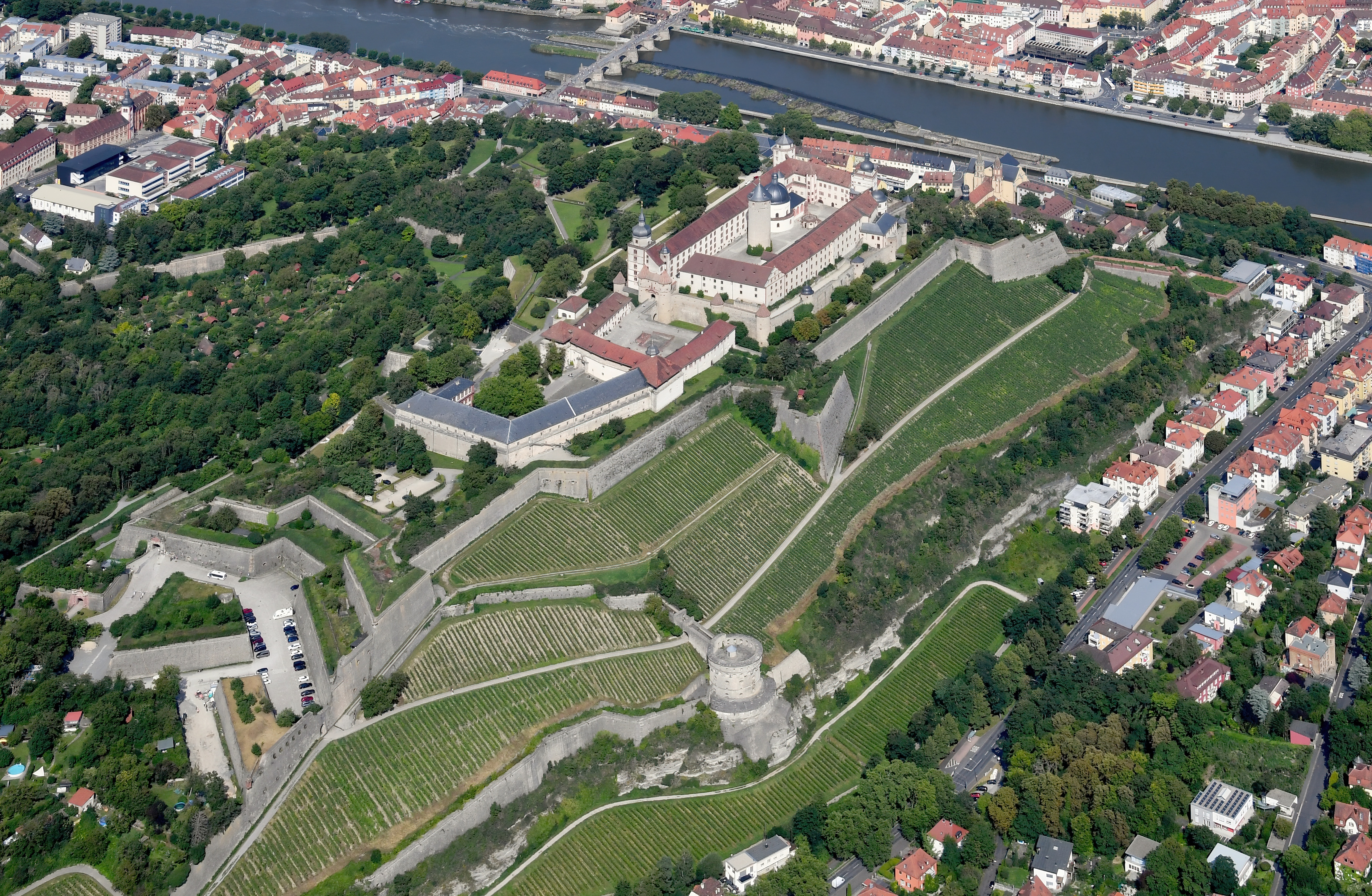
Festung Marienberg in Würzburg

Grundriss und Profil einer Festung richteten sich nach den Schusslinien der zur Verteidigung verwendeten Feuerwaffen, wodurch die weitgehende Vermeidung toter Winkel erreicht wurde. Sie setzte sich aus unterschiedlichen Werken zusammen, worunter einzelne Befestigungsanlagen wie Bastionen oder Wälle zu verstehen sind. Hinzu kamen Kasernen, Munitionslager, Zeughäuser und weitere Garnisonsgebäude. Eine Festung konnte zudem einen zivilen Bereich umfassen.
Festungen wurden nach individuellen Befestigungssystemen erbaut, die als Manieren bezeichnet werden. Dabei handelte es sich in den meisten Fällen um spezifische Verwirklichungen des Bastionär-, Tenaillen- oder Polygonalsystems. Die sechs wichtigsten Manieren, anhand derer sich die fortifikatorischen Epochen des 16. bis 19. Jahrhunderts voneinander abgrenzen lassen, sind
- die alt- und neuitalienische,
- die alt- und neuniederländische und
- die alt- und neupreußische bzw. neudeutsche oder neuösterreichische.

Viele erhaltene Festungsanlagen weisen Elemente verschiedener Manieren auf, da waffentechnische Fortschritte wiederholt zu baulichen Anpassungen zwangen.
Das einzige bedeutende Definitionskriterium einer Festung ist die systematisch durchgeführte Ausrichtung auf die Kampfführung mit und gegen Artillerie. Neben Städten konnten auch Burgen, Schlösser und Klöster zu Festungen ausgebaut werden. Da hierbei die Berücksichtigung der vorhandenen Bausubstanz und der topographischen Gegebenheiten erforderlich war, bot üblicherweise nur die Neuerrichtung einer Festung in ebenem Gelände die Möglichkeit zur idealtypischen Umsetzung einer Manier.

## Geschichte der neuzeitlichen Festung

### Erste Artilleriebefestigungen

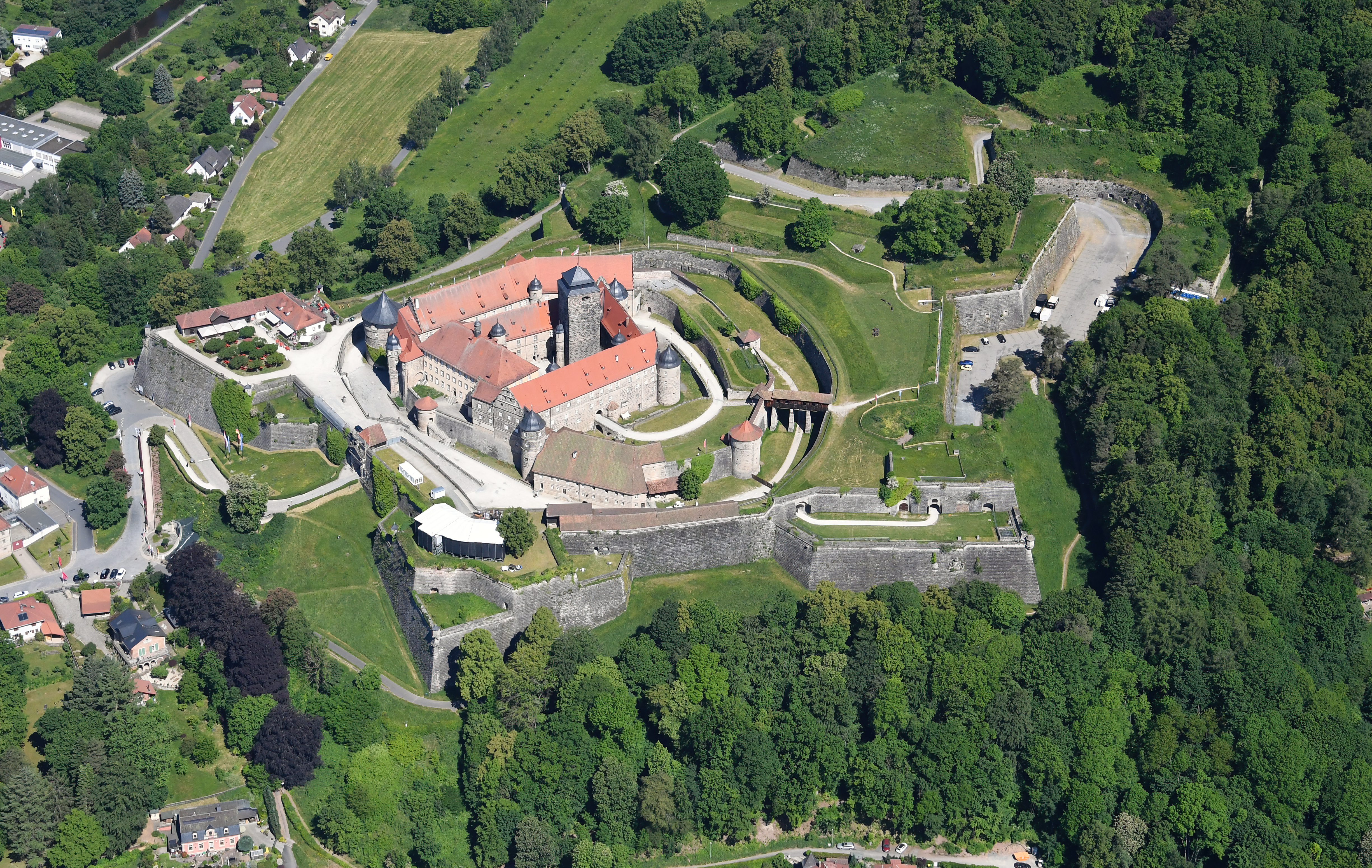
Die Festung Rosenberg oberhalb von Kronach, Bayern, auf der das Deutsche Festungsmuseum eingerichtet wurde

Bis in das Spätmittelalter hinein hing das Defensivpotenzial von Burgen und befestigten Städten zum Großteil von der Höhe ihrer Mauern und Türme ab. Bereits im späten 14. Jahrhundert wurde dieses wehrbauliche Grundprinzip in Frage gestellt, da zu dieser Zeit schwere Bombarden aufkamen, die große Steinkugeln verschossen. Die Reichweite von Bombarden war zunächst sehr gering und ihr Transport äußerst aufwändig, doch konnten die in Relation zu ihrer Stärke sehr hohen Burg- und Stadtmauern mit diesen primitiven Kanonen leicht zerstört werden. Im Verlauf des 15. Jahrhunderts erhöhten sich Reichweite und Feuerkraft der Bombarden deutlich. So konnten französische Truppen unter Karl VII. vom Mai 1449 bis zum August 1450 mit Hilfe von Bombarden über siebzig englische Stützpunkte in der Normandie erobern, da allein das Aufstellen der Geschütze Drohung genug war. Die Städte ergaben sich reihenweise, ohne dass ein Schuss abgefeuert werden musste.
Die europäischen Baumeister reagierten auf diese Entwicklung zunächst nur mit einer Modifikation der mittelalterlichen Wehranlagen. Die Mauern wurden niedriger und durch einen breiten Wall verstärkt, der als Geschützplattform diente. Erde gewann als Baustoff an Bedeutung, da sie den Impuls der Geschosse abdämpft (siehe Plastischer Stoß). Hölzerne Aufbauten wurden von Mauern und Türmen entfernt, da sie ein leichtes Ziel waren. Der mittelalterliche Burgturm wandelte sich zu einem kegelstumpfförmigen, massiven Geschützturm, dem Rondell. Rondelle verfügten über Räume mit großen Schießscharten, durch die Geschütze feuern konnten. Auch auf der Spitze des Rondells wurden schwere Feuerwaffen platziert. Diese Veränderungen in der Errichtung von Befestigungen waren jedoch nicht ausreichend, da sie lediglich eine Erweiterung früherer Bauprinzipien darstellten. Burg Querfurt steht beispielhaft als vollständig erhaltene rondellierte Burg der frühen Neuzeit mit insgesamt vier Rondellen.
Die verstärkten Befestigungsanlagen, die gegen Ende des Spätmittelalters errichtet wurden, erhöhten in erster Linie die passive Verteidigung und zögerten den Fall einer Stadt oder Burg nur hinaus. In den Rondellen konnten nur wenige Kanonen platziert werden, da sich der Pulverdampf in den Kasematten relativ lange hielt und Sicht und Atmung erschwerte. Im Bereich vor einem Rondell befand sich ein toter Winkel, der nicht von den Verteidigern beschossen werden konnte und somit ein bevorzugter Ausgangspunkt feindlicher Unterminierungsversuche war. Hierzu kamen ingenieurtechnische Truppen wie die Mineure zum Einsatz. Rondelle bildeten eigenständige Befestigungswerke und waren nicht dafür konzipiert, sich gegenseitig zu flankieren. Es wurde eine Befestigung notwendig, die eine stabile Plattform für zahlreiche Geschütze bot, über keinen dem Feuer entzogenen Raum verfügte und deren Werke sich Flankenschutz bieten konnten.

### Spätgotik und Frührenaissance

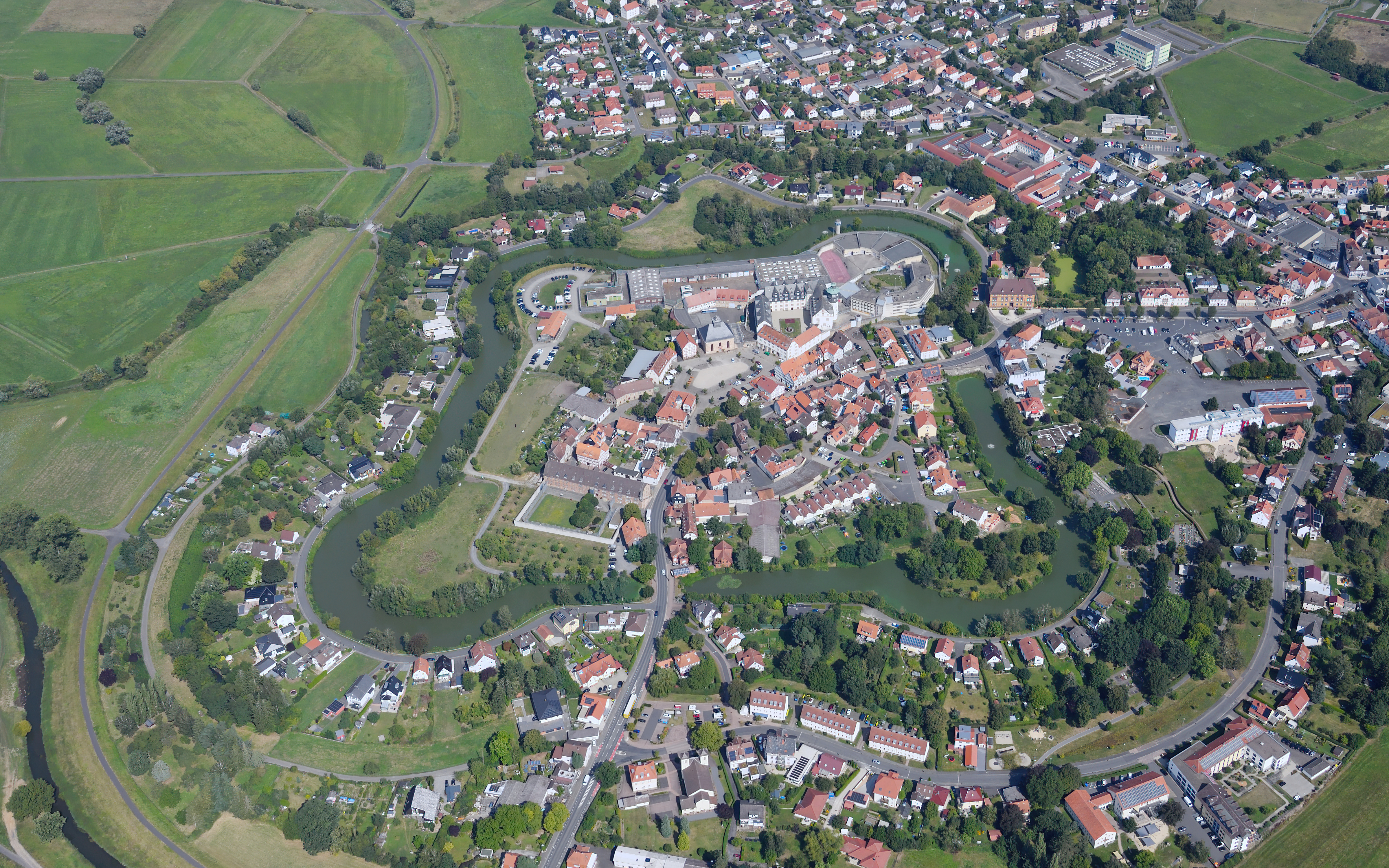
Luftbild der Wasserfestung Ziegenhain

Etwa zwischen 1450 und 1550 wurden in Deutschland sehr häufig an Burganlagen oder größere Schlossanlagen des Hochadels Rondelle und Artilleriewälle angebaut/vorgelagert. Ebenso waren diese damals an den Befestigungsanlagen größerer Städte (Festungsstadt) unverzichtbarer Bestandteil, wie zum Beispiel im Falle der Wasserfestung Ziegenhain. Oft waren Wassergräben und Artilleriewälle vorgelagert.

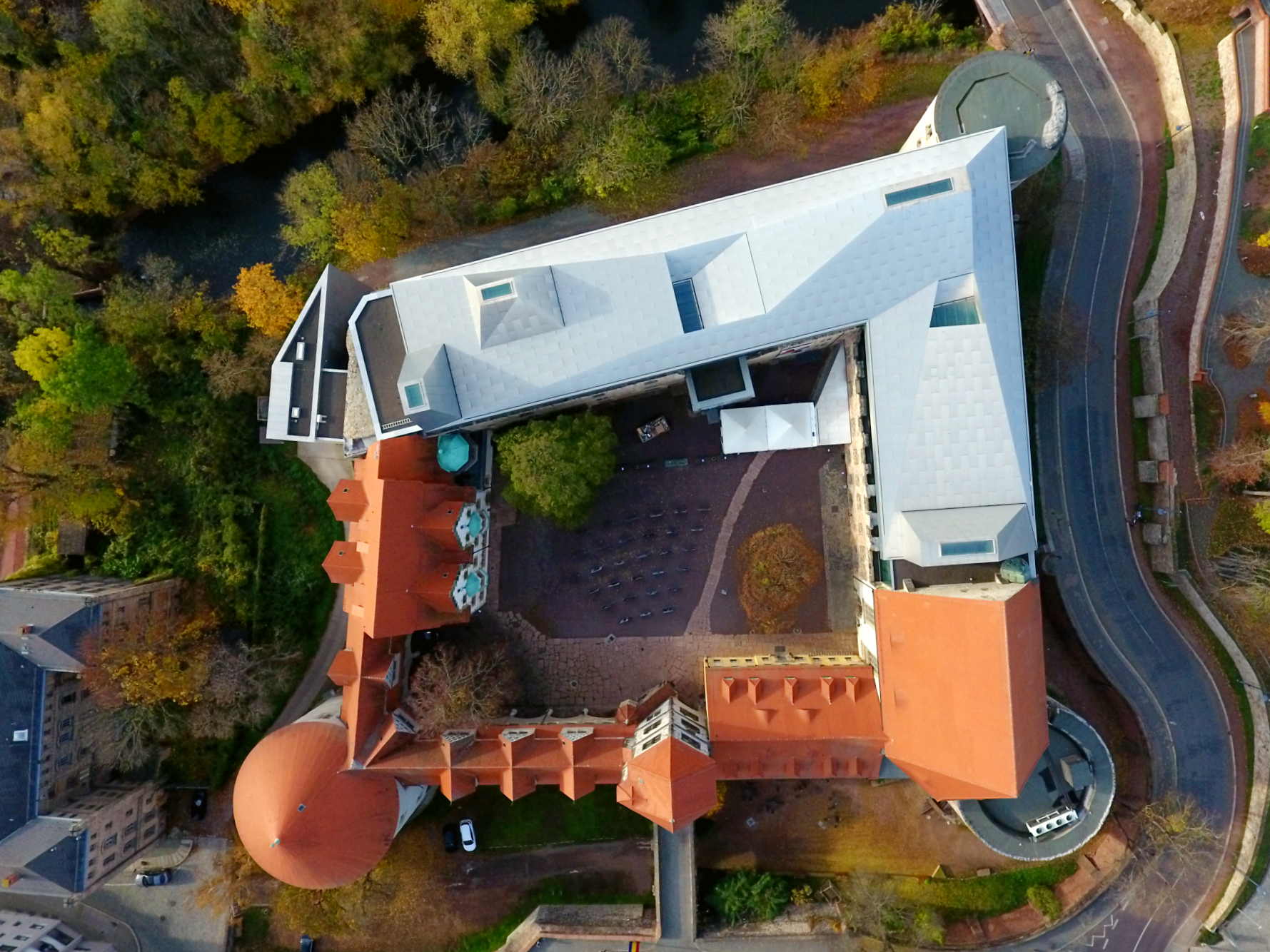
Luftbild der Moritzburg in Halle

Selbst Gipfelburgen erhielten manchmal einen Artilleriewall zusätzlich zu ihren Rondellen oder Geschütztürmen an den Ecken. Beispiele für Artilleriewälle an Gipfelburgen sind die böhmischen Burgen Hartenstein und Landeswarte bei Brüx. Ein Musterbeispiel für eine Anlage mit Rondellen ist die Wasserburg Heldrungen, die in zwei Phasen, von 1512 bis 1519 durch zwölf Rondelle und von 1664 bis 1668 nach dem Vaubanschen System, zu einer Festung ausgebaut wurde.
Festungsartige Anlagen entstanden im deutschsprachigen Raum seit etwa 1500 auch durch Errichtung oder Umbau von Burgen mit Geschütztürmen, die meist als Batterietürme bezeichnet werden. Musterbeispiel hierfür ist die Moritzburg in Halle/Saale. Sie ist ein Neubau der Spätgotik und hat vier Ecktürme, die Geschütztürme sind. Gleiches gilt für die Wasserburg Friedewald, einen Umbau der frühen Renaissance, der ebenfalls Ecktürme für den Einsatz von Feuerwaffen besitzt. In ihrem großen Geschützturm befindet sich bereits ein zentraler Rauchabzug, wie er bei Turmforts des 19. Jahrhunderts wieder üblich war. Solche Anlagen haben einen festungsartigen Charakter, und manche werden als Burgschloss eingestuft, wenn es eher sich um ein Wohnschloss handelt, das aber verteidigbar ist.
An einigen deutschen Burgen und frühneuzeitlichen Festungen finden sich Bollwerke, die der Aufnahme von Kanonen dienten und gefährdete Angriffsseiten schützen sollten, so bei Burg Querfurt und der Burg Wertheim in Franken.

### Das bastionierte Schloss der Renaissance
Hauptartikel: Palazzo in fortezza (deutsch Schloss in einer Festung)
Zwischen 1550 und 1600 setzte sich in Nordeuropa die Anwendung von Bastionen als Ersatz der früheren Rondelle durch. Burgen und Schlösser wurden durch das Vorlegen von meist vier eckigen Bastionen zum bastionierten Schloss oder zur bastionierten Burg. Durch das weitere Vorbauen zusätzlicher Befestigungsanlagen wie Ravelins etc. entstanden so aus bastionierten Schlössern oder Burgen frühneuzeitliche Festungen. Oft handelte es sich zuvor um Wasserburgen, Wasserschlösser oder Gipfelburgen die zur Festung ausgebaut wurden. Beispiele hierfür sind die Zitadelle Spandau, die Festung Peitz, die Burg Stolpen und die Festung Königstein.
Während man zunächst vier Bastionen scheinbar bevorzugte, kamen später fünf Bastionen in Mode, wie zum Beispiel bei den Schlössern/Festungen von Poel (abgegangen), Rietberg (abgegangen) und Ebreichsdorf. Schloss Philippseck ist hingegen ein Beispiel für die seltener angewendeten drei Bastionen.
Bergschlösser wurden oft nur teilweise bastioniert, nämlich an den gefährdeten Hauptangriffsseiten. Ein Beispiel dafür ist das Schloss Moritzburg in Zeitz.

### Ursprünge des Bastionärsystems nach „italienischer Manier“

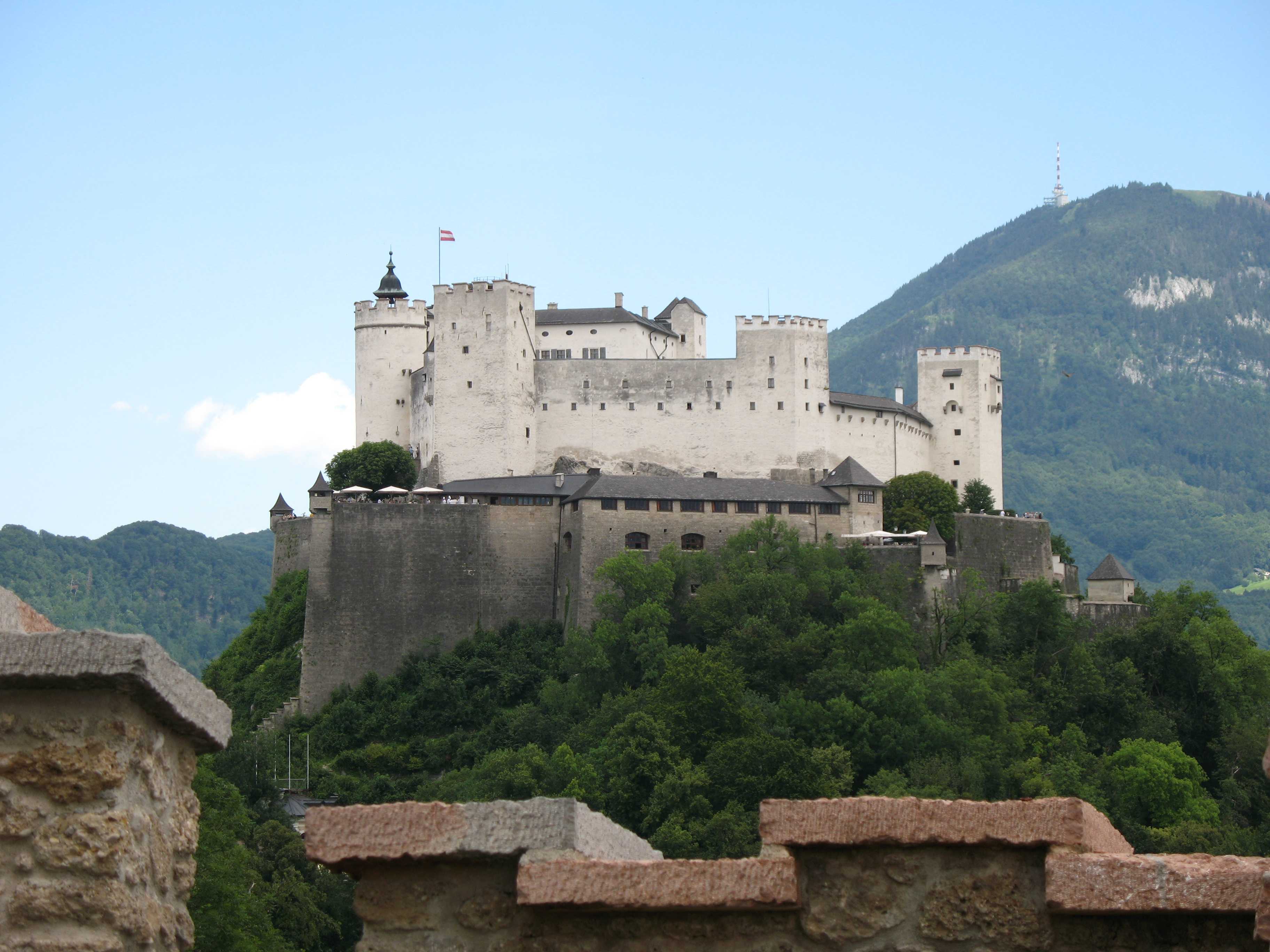
Festung Hohensalzburg, Sitz des Fürsterzbischofs, Kern Hochmittelalter, Bastionen ohne Sternanlage aus der Zeit des Dreißigjährigen Kriegs

In Italien wurde eine Lösung für die Beseitigung der wehrbaulichen Probleme (u. a. „toter Winkel“ aus Kapitel „Erste Artilleriebefestigungen“) gefunden. Bereits 1452 schlug Leon Battista Alberti in seinem Architekturlehrbuch De Re Aedificatoria (Buch IV, Kapitel 4) vor, dem Verlauf von Stadtmauern einen sägezahnartigen Grundriss zu verleihen. Ebenso plädierte er für erhöhte Außenränder eines Stadtgrabens bei gleichzeitig verringerter Mauerhöhe, damit Geschosse die Mauern nicht direkt treffen können. Im weiteren Verlauf des 15. Jahrhunderts entwickelten andere italienische Architekturtheoretiker ähnliche Konzepte, daher auch die Bezeichnung der neuen Festungsbauart als trace italienne, doch fanden sie damit zunächst wenig Beachtung. Eine entscheidende Entwicklung begann 1487, als der Architekt Giuliano da Sangallo mit der Befestigung von Poggio Imperiale beauftragt wurde. Dabei plante er den Bau von zehn winkligen Bastionen, die weit aus den Festungsmauern herausragten. Die beiden vorderen Seiten einer Bastion, Facen genannt, liefen im Bastionswinkel zusammen, dem Saillant. Die beiden als Flanken bezeichneten, kürzeren hinteren Seiten bildeten mit dem Festungswall einen rechten Winkel. Bei einer Anordnung in regelmäßigen Abständen konnten sich Bastionen gegenseitig den bestmöglichen Feuerschutz bieten, wobei wegen ihres spitz zulaufenden Grundrisses kein toter Winkel vorhanden war. Deshalb setzten sich regelmäßige Vielecke als Idealform von Festungen durch.
Der Beginn der Italienkriege im Jahre 1494 beschleunigte die Entwicklung der bastionierten Befestigungsweise. Das in Norditalien eingefallene, französische Heer unter König Karl VIII. führte aus Bronze gegossene Kanonen mit sich, mit denen Eisenkugeln verschossen wurden. In Bezug auf Mobilität, Feuerkraft und Schussrate waren sie Bombarden überlegen. Ungehindert konnten die französischen Truppen nach Süditalien vordringen, wobei sie zahlreiche Städte und Burgen nach einem kurzen Bombardement einnahmen, sofern sich deren Garnisonen nicht kampflos ergaben. Antonio da Sangallo, der jüngere Bruder von Giuliano, wurde noch im selben Jahr von Papst Alexander VI. mit der Erneuerung des Forts von Civita Castellana beauftragt. Antonio da Sangallo ließ das Fort mit einem Rondell und vier Bastionen versehen.
Von 1501 bis 1503 wurde in der päpstlichen Hafenstadt Nettuno ein bastioniertes Fort nach Plänen von Giuliano da Sangallo erbaut. Die Bastionen an den Ecken des quadratischen Forts wiesen eine wesentliche Neuerung auf. Der hintere Teil der Bastionsflanken wurde zurückgezogen und der vordere Teil abgerundet, wodurch das so genannte Orillon entstand. Das Orillon deckte die zurückgezogene Flanke, die für Belagerer nur schwer einzusehen war. Die zurückgezogenen Flanken verfügten über geschützbestückte Kasematten, sodass sich feindliche Truppen bei einem Sturmangriff auf den Wallabschnitt zwischen zwei Bastionen, der Kurtine, einem schweren Kreuzfeuer ausgesetzt sahen. Im Gegensatz zu seinem Bruder Giuliano ließ Antonio da Sangallo bei späteren Bauten Bastionen mit winkligen Orillons errichten.
Weitere Entwicklungen gehen auf den Veroneser Architekten Michele Sanmicheli zurück, der die altitalienische Manier des Festungsbaus prägte. Sanmicheli stand zeitweilig in päpstlichen Diensten und machte dabei Bekanntschaft mit den Sangallos, deren Ansätze zu einem Bastionärsystem er übernahm. Nach dem Sacco di Roma von 1527 kehrte er in die Republik Venedig zurück, wo er 1530 den Auftrag erhielt, seine Heimatstadt Verona zu befestigen. Sanmicheli ließ Wälle und Bastionen von geringer Höhe und zugleich großer Tiefe erbauen. Lediglich die äußere Seite der Festungsanlagen bestand aus Mauerwerk, das durch Stützpfeiler verstärkt und mit Erde aufgefüllt wurde. Um eine Erstürmung der relativ niedrigen Festungswerke zu erschweren, wurden diese mit einem breiten Graben umgeben. In den zurückgezogenen Flanken befanden sich zwei Geschützplattformen auf verschiedenen Ebenen, wodurch sich die seitwärts ausgerichtete Feuerkraft der Bastionen erhöhte.

### Entwicklung der neuitalienischen Manier

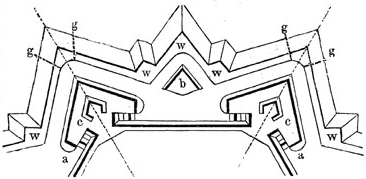
Die neuitalienische Manier des Festungsbaus, spätes 16. Jahrhundert. a: Zurückgezogene Flanke mit Orillon b: Ravelin c: Cavalier g: Gedeckter Weg w: Waffenplatz

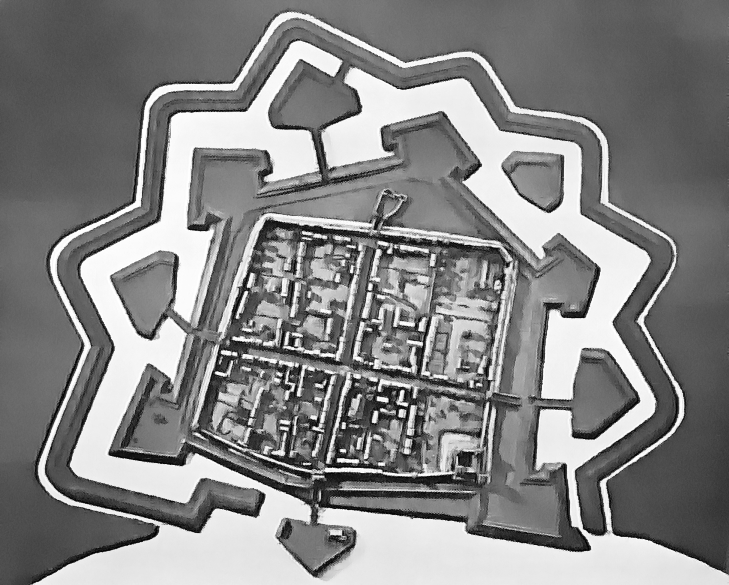
Festung Orsoy (Ausbau um 1650)

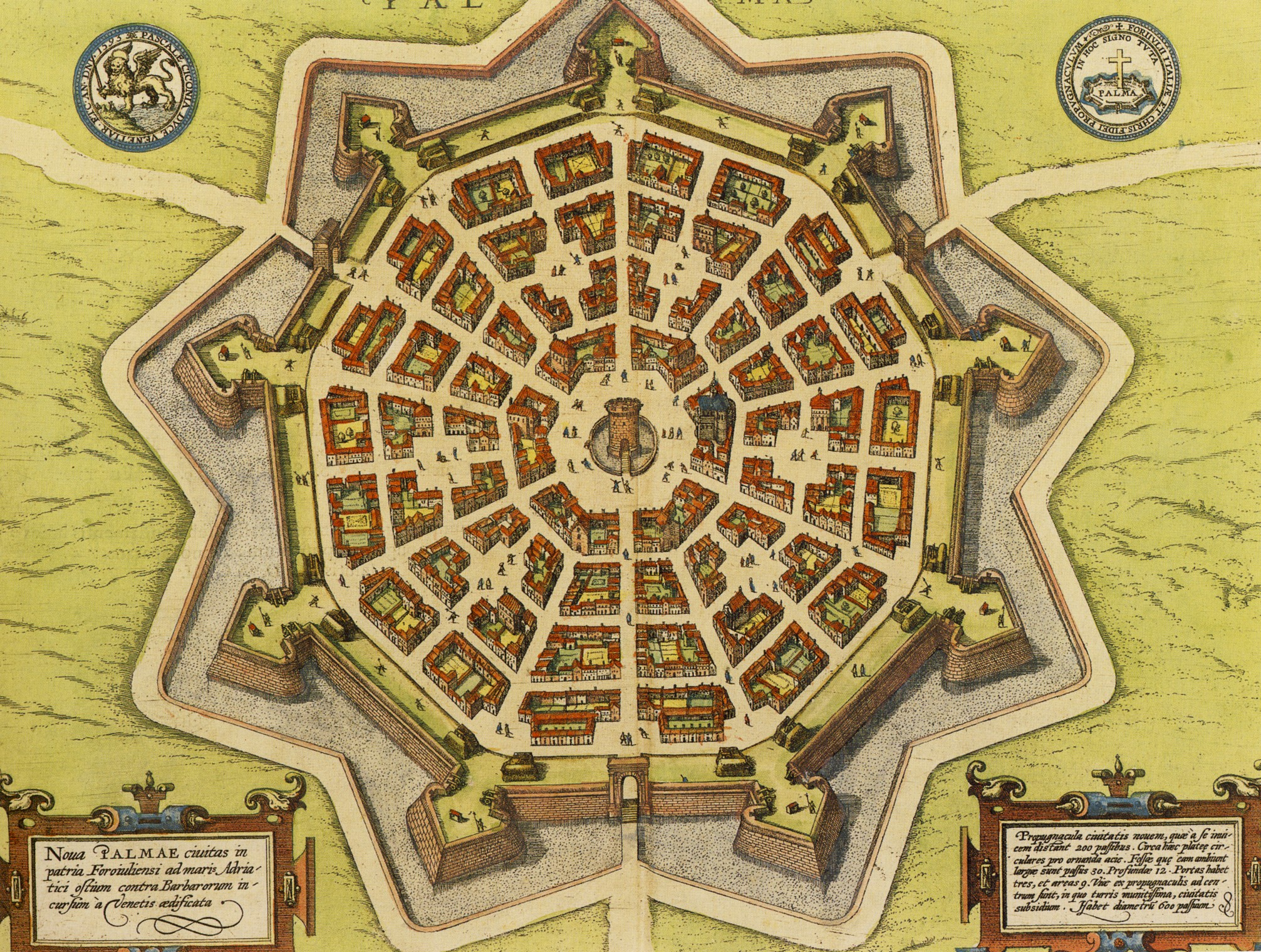
Palmanova als Idealstadt in Sternform nach Georg Braun und Frans Hogenberg

Bis zum späten 16. Jahrhundert wurden Bastionsbefestigungen um weitere, grundlegende Elemente ergänzt, was zur Entstehung der neuitalienischen Manier führte. Im Jahre 1556 schlug Nicolo Tartaglia in seinen Quesiti et Inventioni diverse vor, am äußeren Rand des Festungsgrabens einen breiten Weg auszuheben, in dem sich Infanteristen postieren können. Eine feindwärts abfallende Erdaufschüttung, das Glacis, deckte den Weg und zugleich die niedrigen Wälle und Bastionen. Pietro Cataneo steigerte den Nutzen des gedeckten Weges durch Waffenplätze, die als Sammelpunkte für eine größere Anzahl von Soldaten dienten. Diese konnten besonders starke Widerstandsnester bilden oder einen Ausfall durchführen.
Die Bastionen wurden deutlich vergrößert und in Abständen angeordnet, die der Reichweite der damaligen Geschütze entsprachen. Kavaliere genannte Werke aus Erde bildeten auf den Bastionen eine erhöhte Geschützplattform. Zudem wurden in den Gräben vor sämtlichen Kurtinen Ravelins errichtet, die aus zwei zusammenlaufenden Facen bestanden. An ihrer Rückseite, der Kehle, waren sie breit genug, um den gesamten Grabenabschnitt zwischen den Bastionen unter Feuer nehmen zu können. Die Wälle, die Ravelins und der gedeckte Weg bildeten drei Verteidigungslinien, welche die für eine effektive Artilleriebefestigung notwendige Tiefe des Kampfraumes gewährleisteten.
Mit der Entstehung des Bastionärsystems ging im Italien des 16. Jahrhunderts eine rege Bautätigkeit einher. Zahlreiche Städte erhielten eine komplette Umwallung aus bastionierten Befestigungsanlagen, doch ließ sich ein regelmäßiger, polygonaler Grundriss meist nur bei neu errichteten Idealstädten verwirklichen. In Städten wie Ancona, Florenz und Turin wurden zudem Zitadellen erbaut, die nicht nur den stärksten Teil einer Festungsstadt bildeten, sondern auch als Symbol fürstlicher Autorität verstanden werden sollten. Nach dem Vorbild der Bauten von Francesco Paciotto setzte sich das Fünfeck als Grundform der Zitadelle durch. Ein weiteres wehrbauliches Konzept war der Palazzo in fortezza, der befestigte Palast. Ein derartiges Bauwerk, der Palazzo Farnese, entstand von 1559 bis 1573 in Caprarola.
Der Bau von Artilleriebefestigungen war mit enormen Kosten und einem hohen Zeitaufwand verbunden. So sollte die Umwallung der Vatikanstadt nach Plänen aus dem Jahre 1537 achtzehn große Bastionen umfassen, doch musste diese Zahl bereits 1542 aus Kostengründen deutlich verringert werden. Erst im 17. Jahrhundert wurden die Arbeiten abgeschlossen. Verheerende Folgen hatte der Festungsbau für die Republik Siena, die 1553 mit der Bastionierung von siebzehn Städten begann und dafür einen Großteil ihres Haushalts aufwandte. Als 1554 ein spanisches Invasionsheer nach Siena vordrang, befanden sich die meisten Festungswerke noch im Bau, zudem fehlten den Sienesern nun die finanziellen Mittel zur Aufstellung eines schlagkräftigen Heeres. Die Republik wurde bis 1555 vollständig erobert.

### Festungsbau in den Niederlanden

Das niederländische Festungsdorf Bourtange wurde während des Achtzigjährigen Krieges errichtet, um das von Spaniern besetzte Groningen von der Außenwelt abzuschneiden

1568 erhoben sich die Niederländer gegen die Herrschaft der spanischen Habsburger, wodurch der Achtzigjährige Krieg ausgelöst wurde. Die Aufständischen sahen sich zur schnellen Befestigung ihrer Stützpunkte gezwungen, was unter der Anpassung an die topographischen Gegebenheiten zur Herausbildung der altniederländischen Manier führte. Zunächst errichteten die Niederländer hinter den mittelalterlichen Mauern ihrer Städte Wälle und hoben Gräben aus, wie etwa 1572 bei der Belagerung von Haarlem. Bald darauf gingen sie dazu über, nach italienischem Vorbild geformte Bastionen und Ravelins aus Erde vor den Stadtmauern anzulegen. Seit dem Ende des 16. Jahrhunderts wurden die niederländischen Festungswerke vollständig aus Erde erbaut, mit Grassoden bedeckt und von Wassergräben umgeben. Diese letzte Entwicklungsstufe hatte sich bereits 1533 bei der Befestigung von Breda durch Heinrich III. von Nassau im Voraus angedeutet. Ein theoretisches Fundament erhielt der vollständig auf Mauerwerk verzichtende, niederländische Festungsbau durch Autoren wie Simon Stevin, den Moritz von Oranien zum Generalquartiermeister ernannte.
Neben der Verwendung von Erde als einzigem Baustoff für Befestigungsanlagen traten weitere Besonderheiten. Um gegnerischen Truppen den Einsatz von Sturmleitern unmöglich zu machen, wurden spitze Holzpfähle in die Festungswerke gerammt, die so genannten Sturmpfosten. Zur besseren Beherrschung des Grabens wurden die Wälle und Bastionen von einem Weg und einem zusätzlichen, niedrigeren Schutzwall umgeben, der Fausse-Braie. Die niederländischen Ingenieure berücksichtigten stets die Reichweite von Musketen, sodass sie Bastionen in geringeren Abständen anordneten, als es nach der neuitalienischen Manier üblich war. Die Bastionen waren in der Regel weder kasemattiert noch mit zurückgezogenen Flanken versehen. Ein anderes, grundlegendes Charakteristikum des niederländischen Festungsbaus war die Anlage von zahlreichen Außenwerken, darunter Hornwerke und Kronwerke. Hinzu kamen die Demi-lunes, die im Graben vor den Bastionen errichtet wurden. Ein zweiter, schmalerer Wassergraben, die Avant-Fosse, umgab das Glacis.
Moritz von Oranien ließ Städte wie Coevorden zu Idealfestungen der altniederländischen Manier umwandeln. Darüber hinaus erbauten die Niederländer 1599 entlang der Waal und der Maas einen Kordon aus Schanzen, der Schutz vor den von ’s-Hertogenbosch ausgehenden Angriffen der Spanier bieten sollte. Im Winter 1605 wurde der Kordon auf die IJssel ausgeweitet. Bei den Schanzen handelte es sich um kleine Befestigungsanlagen aus Erde, die durch Wälle miteinander verbunden wurden. Bei drohender Gefahr warnten ihre Besatzungen die Stützpunkte im Hinterland durch Schüsse oder Signalfeuer.
Die Instandhaltung der ohne Mauerwerk errichteten Festungsanlagen war äußerst aufwändig. Sie waren nur bedingt für die permanente Nutzung geeignet, sodass sie sich eher als weit entwickelte Feldbefestigungen einstufen lassen. Andererseits konnten sie innerhalb kurzer Zeit bei einem vergleichsweise geringen finanziellen Aufwand erbaut werden. Zudem boten die Festungswerke aus Erde mit ihren breiten Wassergräben ein hohes Defensivpotenzial. Aufgrund dieser Vorzüge fand die altniederländische Manier im Laufe des 17. Jahrhunderts vor allem im nordeuropäischen Raum rege Verbreitung, wo Ziegel und Steine kostspielige Baustoffe waren. 1630 erschien die bedeutendste der in deutscher Sprache verfassten Abhandlungen über das Festungswesen in den Niederlanden, die Architectura Militaris Nova et Aucta von Adam Freitag.

### Verbreitung der bastionierten Befestigungsweise

#### Frankreich

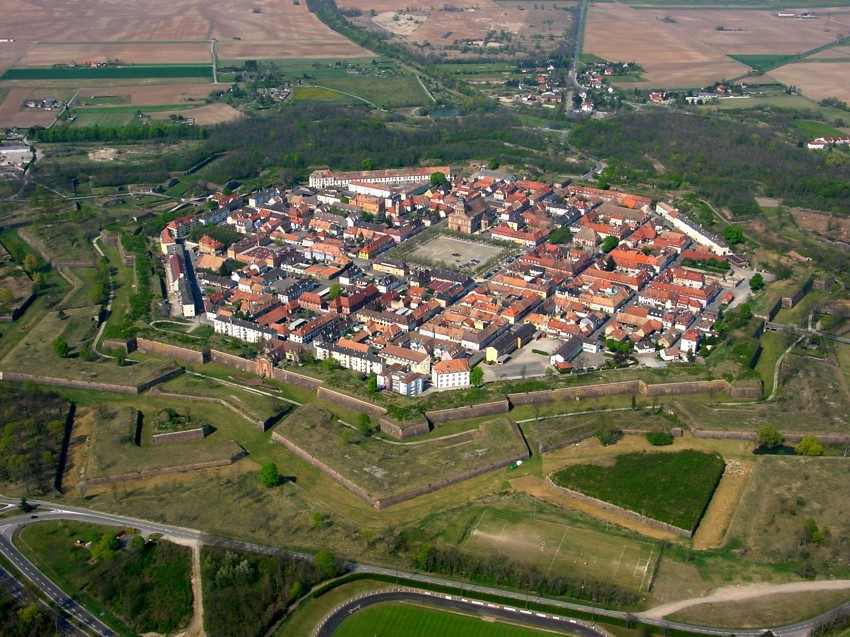
Luftbild von Neuf-Brisach

Während der Regentschaft von Franz I. fand das Bastionärsystem auch in Frankreich Verbreitung. 1534 engagierte Franz den italienischen Ingenieur Girolamo Marini, der zuvor für Papst Clemens VII. tätig gewesen war. Innerhalb weniger Jahre erhöhte sich die Zahl der italienischen Baumeister in französischen Diensten auf über Hundert. Unter der Leitung von Marini bastionierten sie mehrere Festungen in Nordfrankreich, darunter Maubert-Fontaine, Mézières und Mouzon. Nachdem französische Truppen 1543 Luxemburg eingenommen hatten, ließ Marini die Stadt mit Artilleriebefestigungen versehen, doch konnte Kaiser Karl V. sie bereits im darauf folgenden Jahr zurückerobern. Die von Karls Truppen auf diesem Feldzug zerstörte Ortschaft Vitry-en-Perthois wurde an einer anderen Stelle als Festungsstadt wieder aufgebaut und zu Ehren von Franz I. in Vitry-le-François umbenannt. Bis zur Mitte des 16. Jahrhunderts hatten sich auch französische Ingenieure mit der bastionierten Befestigungsweise vertraut gemacht. So beauftragte Generalmajor François de Scépeaux im Jahre 1552 den Sieur de Saint-Rémy mit der Befestigung von Verdun.
Während der von 1562 bis 1598 tobenden Hugenottenkriege wurden in Frankreich zahlreiche provisorische Festungsanlagen errichtet. Die Hugenotten schütteten vor den Mauern der von ihnen kontrollierten Städte Bastionen und Ravelins aus Erde auf. Diese Befestigungsweise wurde unter anderem von den aufständischen Niederländern aufgegriffen und war als „à la Huguenote“ bekannt. Mit Hilfe des Venezianers Scipione Vergano bauten die Hugenotten ihren wichtigsten Stützpunkt, die Hafenstadt La Rochelle, im Jahre 1569 zu einer der stärksten Festungen auf französischem Boden aus. Der 1573 von Karl IX. unternommene Versuch, La Rochelle einzunehmen, scheiterte unter enormen Verlusten.
Heinrich IV. führte das Ende der Glaubenskämpfe herbei und konnte sich vor diesem Hintergrund auf die Sicherung der französischen Grenzen konzentrieren. Heinrich ließ ein umfangreiches Festungsbauprogramm durchführen, für das zwischen 1595 und 1610 knapp 7,8 Millionen Livres aufgewandt wurden. Grenoble, Toulon und fast dreißig weitere Städte wurden bastioniert und Grenzfestungen wie Boulogne, Calais und Montreuil verstärkt. Die meisten dieser wehrbaulichen Projekte wurden von Jean Errard de Bar-le-Duc geplant und geleitet, der 1594 mit La Fortification Démonstrée et Réduicte en Art eines der ersten französischen Werke über das Bastionärsystem veröffentlicht hatte. Die darin beschriebenen Fortifikationskonzepte wiesen gewisse Mängel auf, da Errard weitgehend auf Außenwerke verzichtete. Die Facen der von ihm entworfenen Bastionen bildeten mit den Flanken einen rechten Winkel, wodurch der gegenseitige Feuerschutz erschwert wurde. Dennoch gilt Jean Errard allein aufgrund der Vielzahl der von ihm geplanten Festungen als erster bedeutender französischer Ingenieur.

#### Britische Inseln
Im Februar 1539 ordnete Heinrich VIII. die Durchführung eines umfangreichen Festungsbauprogramms zur Sicherung der englischen Süd- und Ostküste an. Im Jahr zuvor hatten der französische König Franz I. und der römisch-deutsche Kaiser Karl V. ihre Differenzen vorläufig beigelegt, was in Heinrich die Befürchtung einer Invasion weckte. Der englische Monarch ließ 28 Küstenfestungen erbauen, wobei die dafür nötigen, finanziellen Mittel aus dem Verkauf der von ihm eingezogenen Kirchengüter stammten. Diese auch als Device Forts bekannten Festungen waren noch vor ihrer Fertigstellung wehrtechnisch überholt, da es sich bei ihnen um rondellierte Zirkularbauten handelte.
Erste Erfahrungen mit dem Bastionärsystem sammelten die Engländer 1545 bei der Belagerung von Boulogne, als sie unter der Anleitung des italienischen Baumeisters Girolamo Pennacchi bastionierte Feldbefestigungen anlegten. Wenige Jahre später entstanden auch in England Bastionsbefestigungen. Auf Weisung von Königin Maria I. arbeitete Sir Richard Lee 1558 einen Plan zur Fortifizierung von Berwick-upon-Tweed aus, dessen bauliche Umsetzung von mangelnden Fachkenntnissen zeugte. In den darauf folgenden Jahrzehnten sank der Stellenwert des Festungsbaus in England deutlich, was sich unter Elisabeth I. aufgrund der Gefahr einer spanischen Invasion änderte. Zwischen 1586 und 1588 ließ Elisabeth Dover und Great Yarmouth durch neue Festungswerke verstärken, doch hätten sich diese kurzfristigen Maßnahmen wahrscheinlich als nicht ausreichend erwiesen, wenn der spanischen Armada die Landung auf englischem Boden geglückt wäre.
Als 1642 der Bürgerkrieg ausbrach, verfügten nur wenige englische Städte über zeitgemäße Befestigungsanlagen. Bei der Sicherung ihrer Stützpunkte richteten sich sowohl Parlamentarier als auch Royalisten nach der niederländischen Befestigungsweise, mit der sich diverse Befehlshaber auf beiden Seiten als Freiwillige im Achtzigjährigen Krieg vertraut gemacht hatten. In Städten wie King’s Lynn wurden die mittelalterlichen Mauern durch Bastionen aus Erde ergänzt, während in Newark und Oxford mit der Aufschüttung einer vollständigen Umwallung begonnen wurde. Zur frühzeitigen Bindung feindlicher Kräfte wurden im Umland von zahlreichen Ortschaften bastionierte Forts errichtet, die so genannten Sconces. Wie bei allen bekannten Wehrbauten des Englischen Bürgerkriegs wurde Erde als primärer Baustoff für Sconces verwendet, doch erhielten manche eine Revetierung aus Holz. Eine Besonderheit stellten die Fortifikationen von Bristol, Chester, London und Plymouth dar, die aus einem Ring von Schützengräben, Schanzen, Forts und Hornwerken bestanden. Vorbild hierfür waren wahrscheinlich die Circumvallationslinien, mit denen Städte auf dem europäischen Festland bei einer Belagerung üblicherweise eingeschlossen wurden.

#### Portugal und die Verbreitung in Afrika, Asien und Südamerika

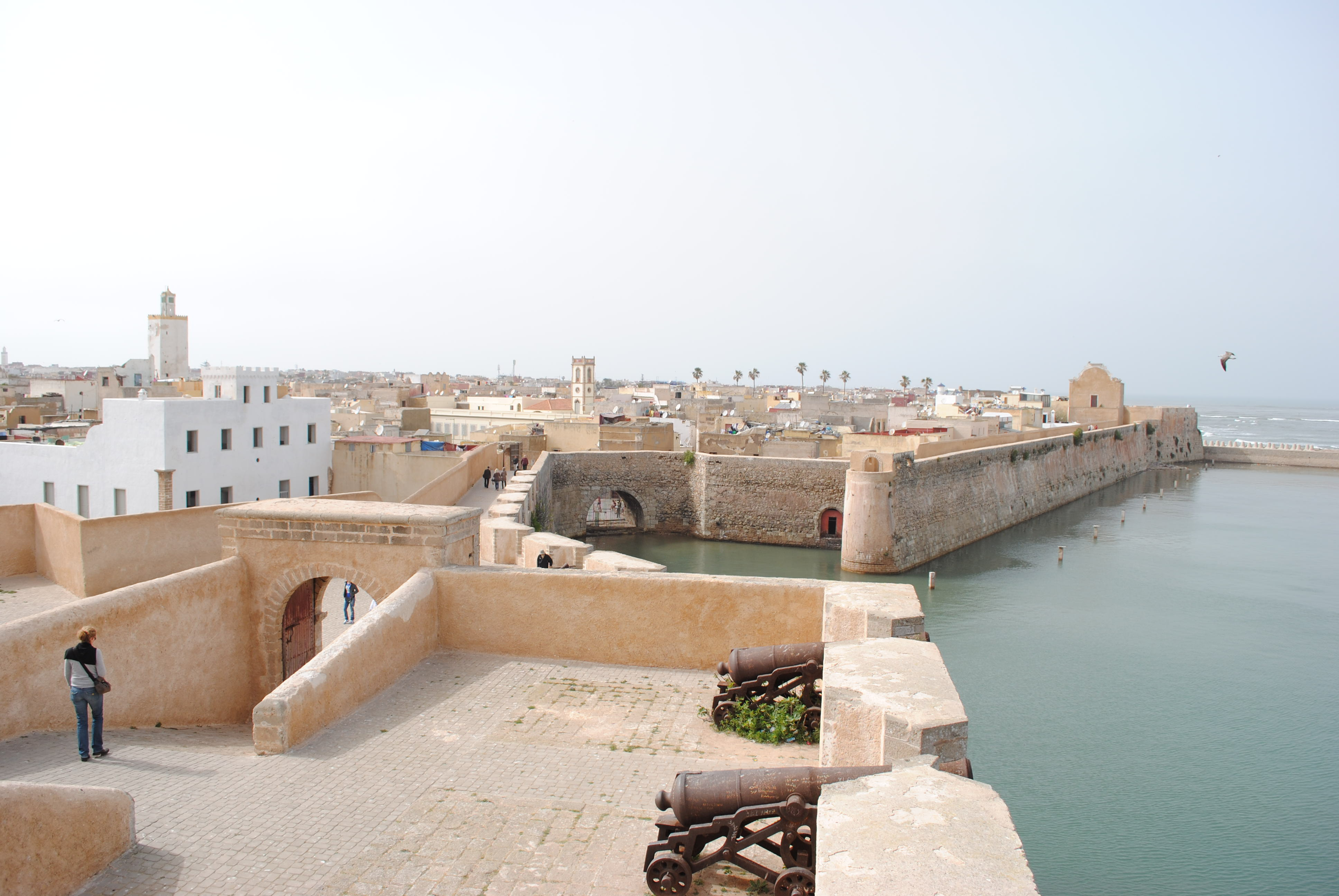
Festung Mazagão, Hafen

Mit dem Bau des berühmten Turm von Belém 1514–1520 als Verteidigungs- und Repräsentationsbauwerk an der Mündung des Tejo in den Atlantik tritt eine Familie von Architekten in Erscheinung, die unter italienischem Einfluss die um das Jahr 1500 modernste Festungsbauweise etabliert und mit der portugiesischen Expansion weiter verbreitet. Dabei ist der Architekt des Turms von Belém, Francisco de Arruda, mit seinem Bruder Diogo de Arruda und seinem Sohn Miguel de Arruda gemeinsam mit dem Italiener Benedetto de Ravenna direkt am Bau der Festung Mazagão, dem heutigen El-Jadida in Marokko beteiligt. Die Brüder Diogo und Fransisco sind auch federführend beim Bau der Festungen in Safim (Safi) und Azamor (Azammour) – ebenfalls in Marokko. Miguel de Arruda ist auch am Bau der Festungen von Ceuta und Tanger beteiligt und zeichnet verantwortlich für die Festungen Fortaleza de São Jorge da Mina (Elmina, Ghana), Fortaleza de São Sebastião auf der Insel Mosambik sowie der ersten Festungsbauten von Bahía de Todos os Santos in Brasilien. In Portugal baute er die Festung Forte de São Julião da Barra (1553–1568), die an der Mündung des Tejo in Oeiras westlich von Lissabon liegt.

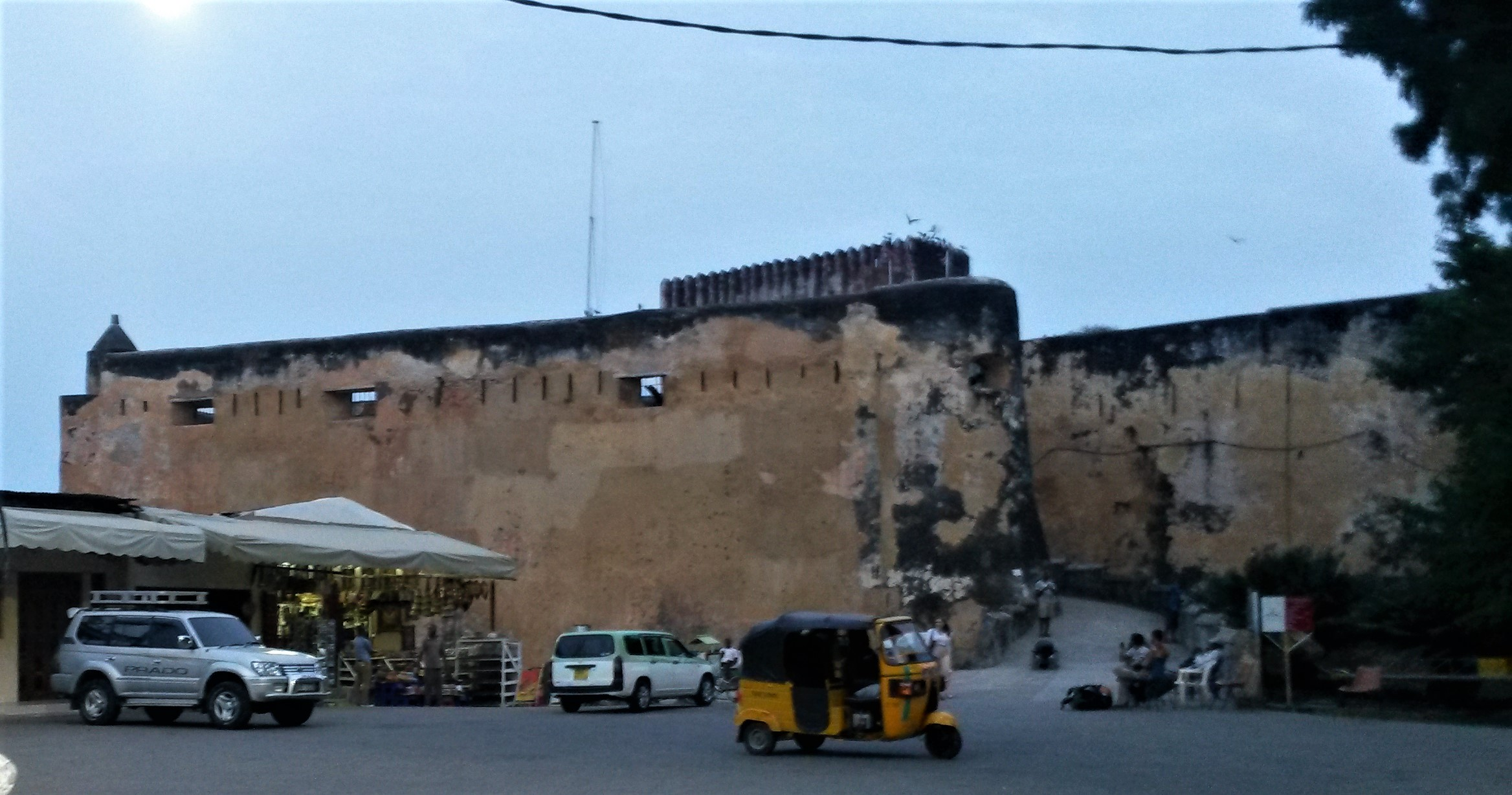
Forte Jesus de Mombaça, Bastion

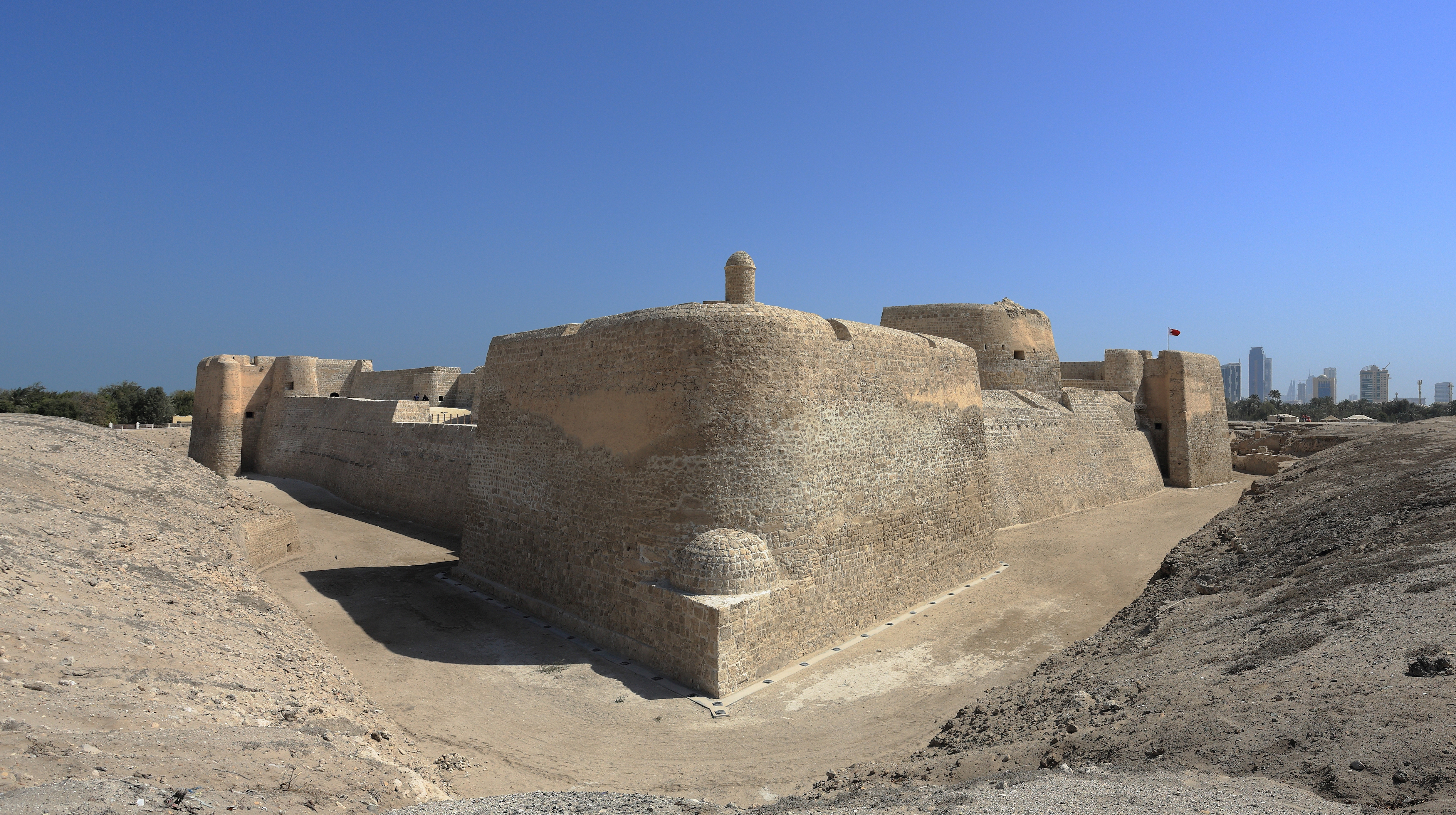
Bahrain Fort

Zahlreiche Festungen wurden in Afrika und Asien zur Sicherung des Seewegs nach Indien errichtet. Neben den bereits genannten Anlagen finden sich neben vielen kleinen Forts große Festungen in Luanda (Fortaleza de São Miguel de Luanda), Mombasa (Festung Jesus de Mombaça) und auf der Insel Mosambik. Vor allem im 16. Jahrhundert entstanden Festungen in Jemen (Insel Sokotra), Oman (alleine vier im Raum Maskat), Bahrain (Forte do Barem), Saudi-Arabien und Iran (Forte de Queixome in Qeshm, Forte de Nossa Senhora da Conceição de Ormuz in Hormuz), die auch dazu dienen sollten, den arabischen Seehandel zu unterbinden.

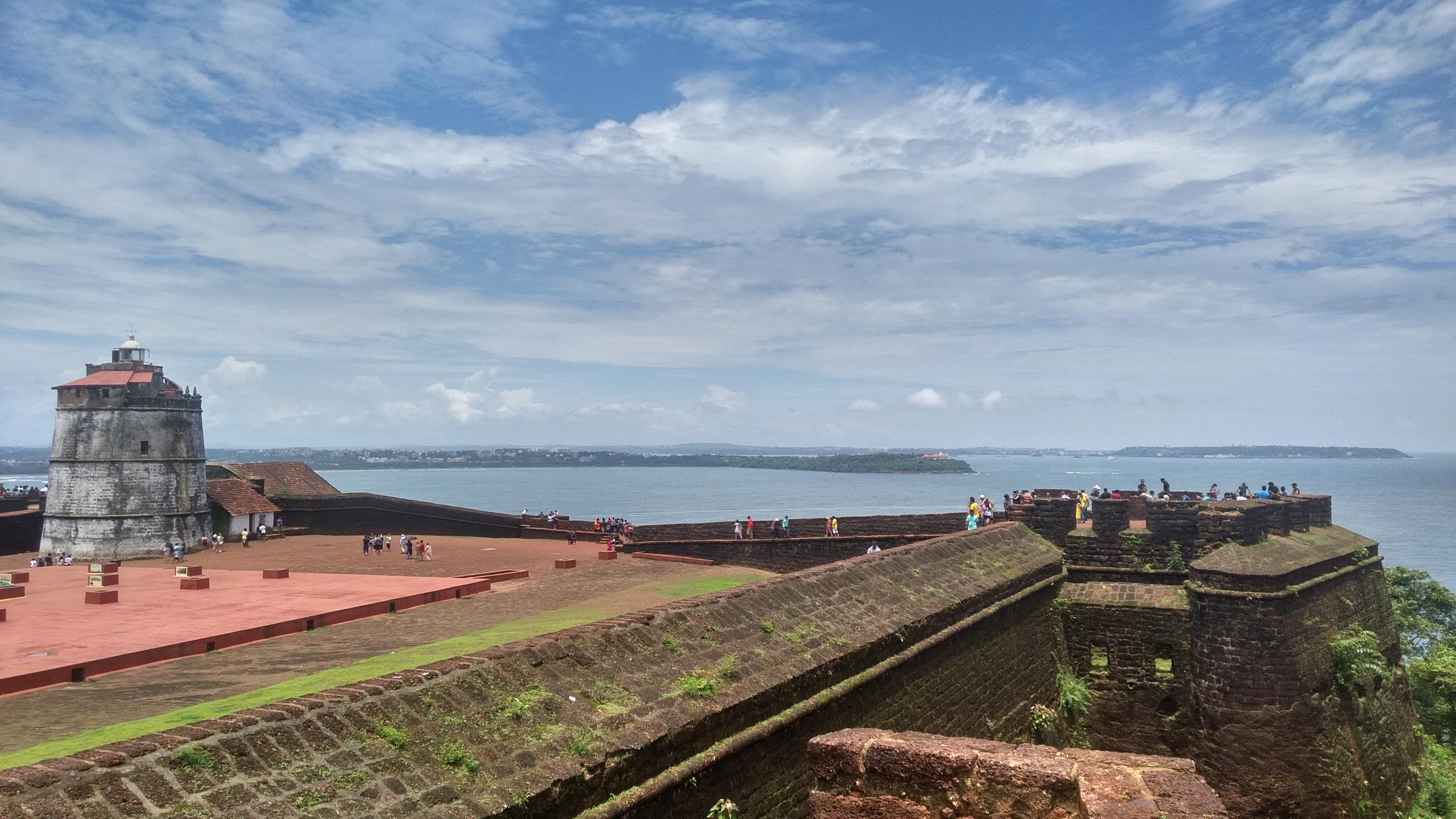
Fortaleza da Aguada, Candolim, Goa 1605–1612

Mehrere große Festungsanlagen entstanden in Indien und Sri Lanka, darunter Diu, Damão, Baçaim (Vasai-Virar), Festungen in Goa und in Kerala, die Fortaleza de Nossa Senhora dos Milagres de Jafanapatão in Jaffna, Festungen in Negombo, Galle, Batticaloa, Trincomalee.

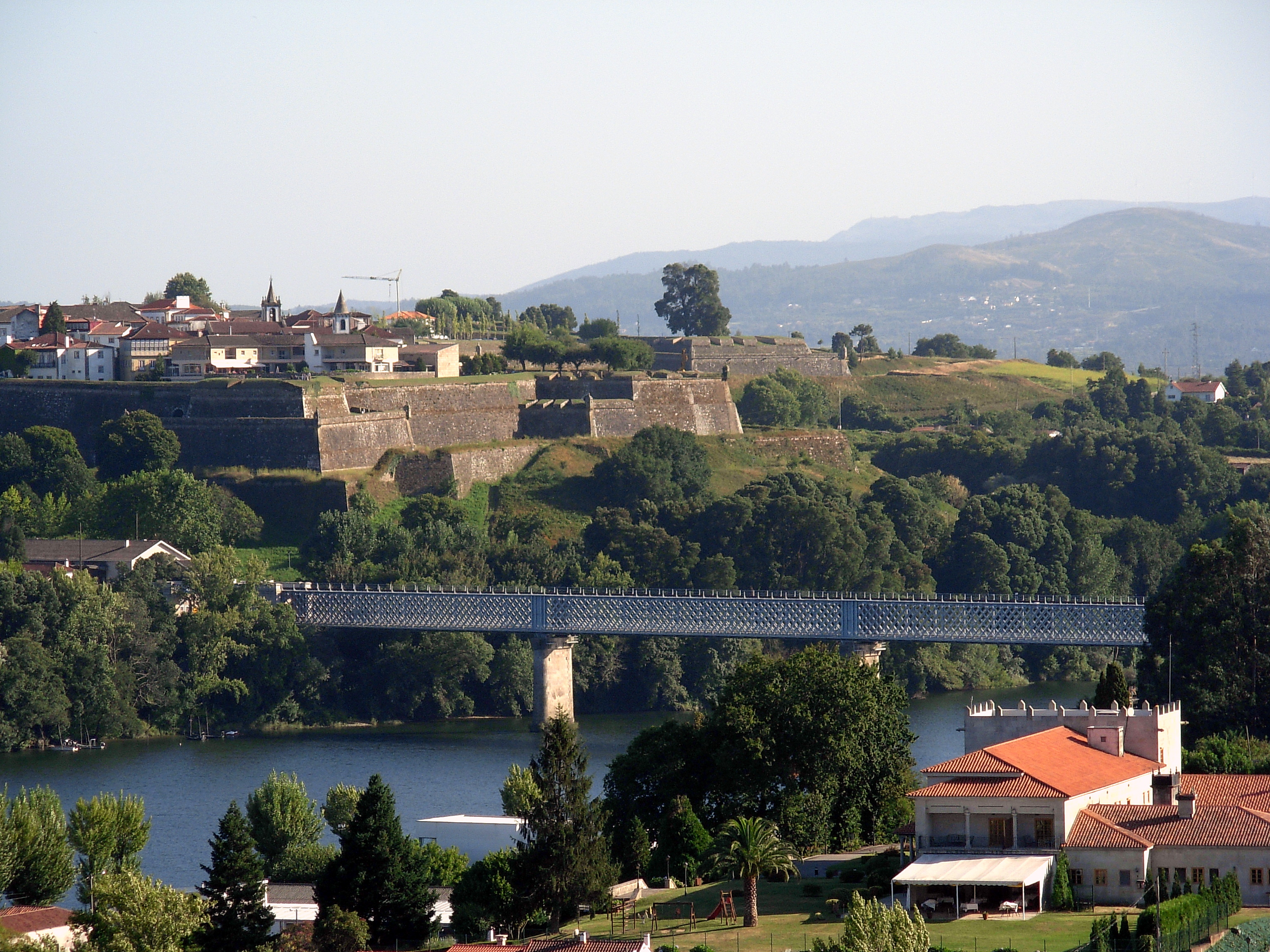
Festungsstadt Valença mit dem Grenzfluss Minho von Spanien aus gesehen.

Einen Schub erhielt der Festungsbau in Portugal selbst zunächst durch den Restaurationskrieg 1640 bis 1668, der die Eigenstaatlichkeit Portugals gegenüber Spanien wiederherstellte. Eine Vielzahl Städte und Burgen wurden mit neuen bastionierten Festungsbauwerken versehen, so z. B. im Norden des Landes die Festungsstadt Praça-forte de Valença, im Alentejo vor allem Estremoz, das einen komplett neuen zweiten Verteidigungsring erhielt (Portas e baluartes da segunda linha de fortificações (Estremoz)), Peniche (Praça-forte de Peniche) an der Küste, dessen Festungsmauer Bastionen erhielt und einen Graben, der die Festungsstadt zur Insel machte oder ganz im Süden die Festung Forte de São Sebastião, die der mittelalterlichen Siedlung und Burg Castro Marim an der Mündung des Rio Guadiana unmittelbar vorgelagert errichtet wurde.
In Übersee mussten jedoch etliche Festungsanlagen im 17. Jahrhundert aufgegeben werden, meist aufgrund von militärischem Druck der Niederländischen Ostindien Kompanie. So zum Beispiel die og. Forts in Sri Lanka oder auch 1633 das Forte dos Reis Magos im brasilianischen Natal, das jedoch 1654 an Portugal zurück fiel. Hier war jedoch die Niederländische Westindien Kompanie involviert, die versuchte in Brasilien eine eigene Kolonie zu errichten (siehe Niederländisch-Portugiesischer Krieg).

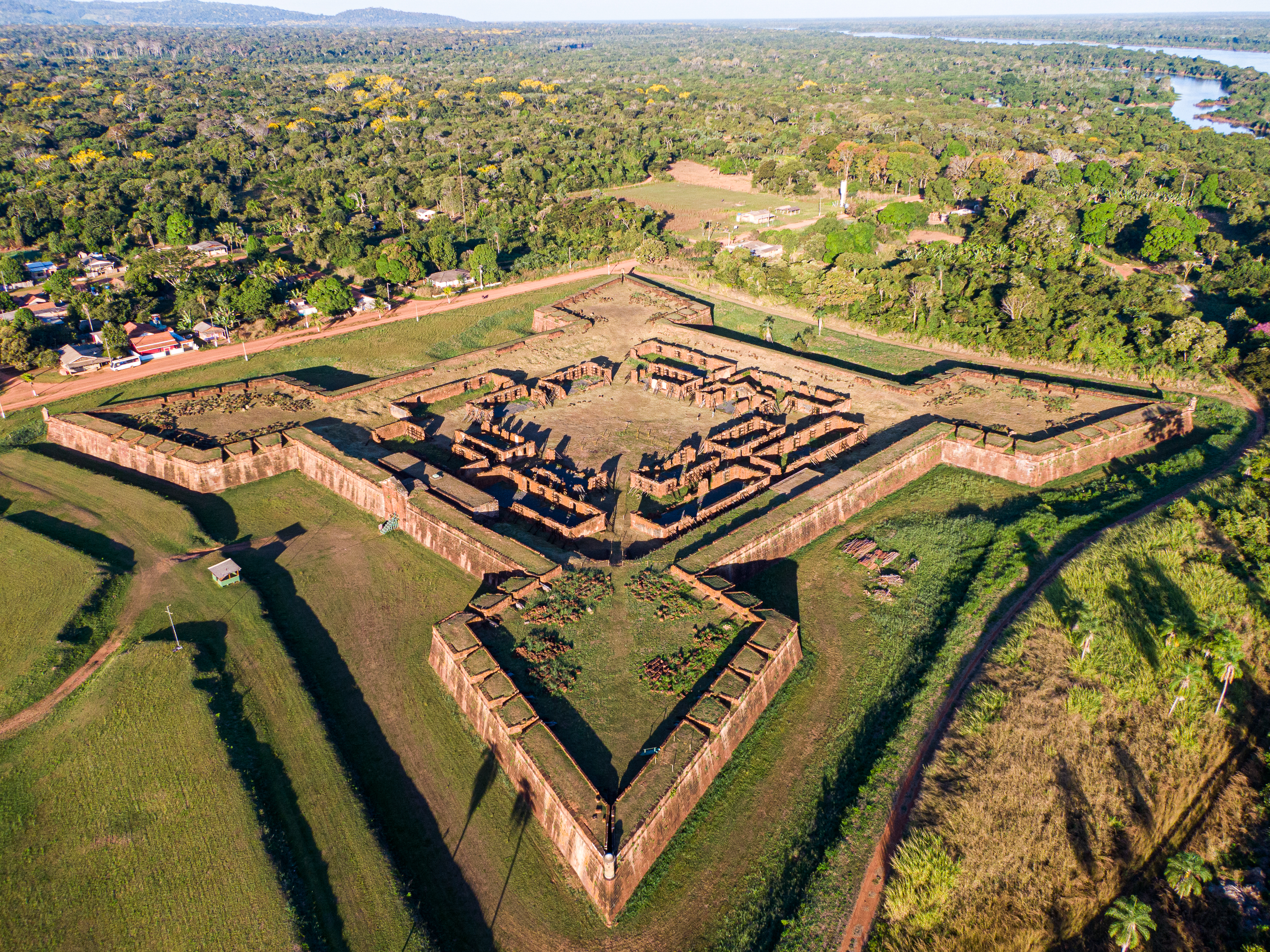
Luftaufnahme des Forte Príncipe da Beira an der Grenze zwischen Brasilien und Bolivien.

Einen ähnlichen Effekt hatte der Siebenjährige Krieg, in dem Portugal und Spanien gegnerischen Lagern angehörten. In diesem Rahmen entstand eines der größten und am besten erhaltenen Festungssysteme der Welt in und um Elvas unter dem Oberbefehl des Grafen Wilhelm Friedrich Ernst zu Schaumburg-Lippe, einem Theoretiker des Verteidigungskrieges, der das englisch-portugiesische Koalitionsheer anführte. Der Conde de Lippe entwarf die Festung Nossa Senhora da Graça selbst, die ihm zu Ehren später in Forte de Lippe umbenannt wurde. Ebenfalls im Rahmen dieses Krieges stehen die Festungsbauten im heutigen Uruguay, hier vor allem hervorzuheben die Colónia do Sacramento und die Festungen bei Chuy an der Grenze zu Brasilien. Auch in Brasilien finden sich entsprechende Anlagen, so z. B. bei Costa Marques im Bundesstaat Rondônia das Real Forte Príncipe da Beira am Rio Guaporé, dem heutigen Grenzfluss zu Bolivien.

## Preußische Manier

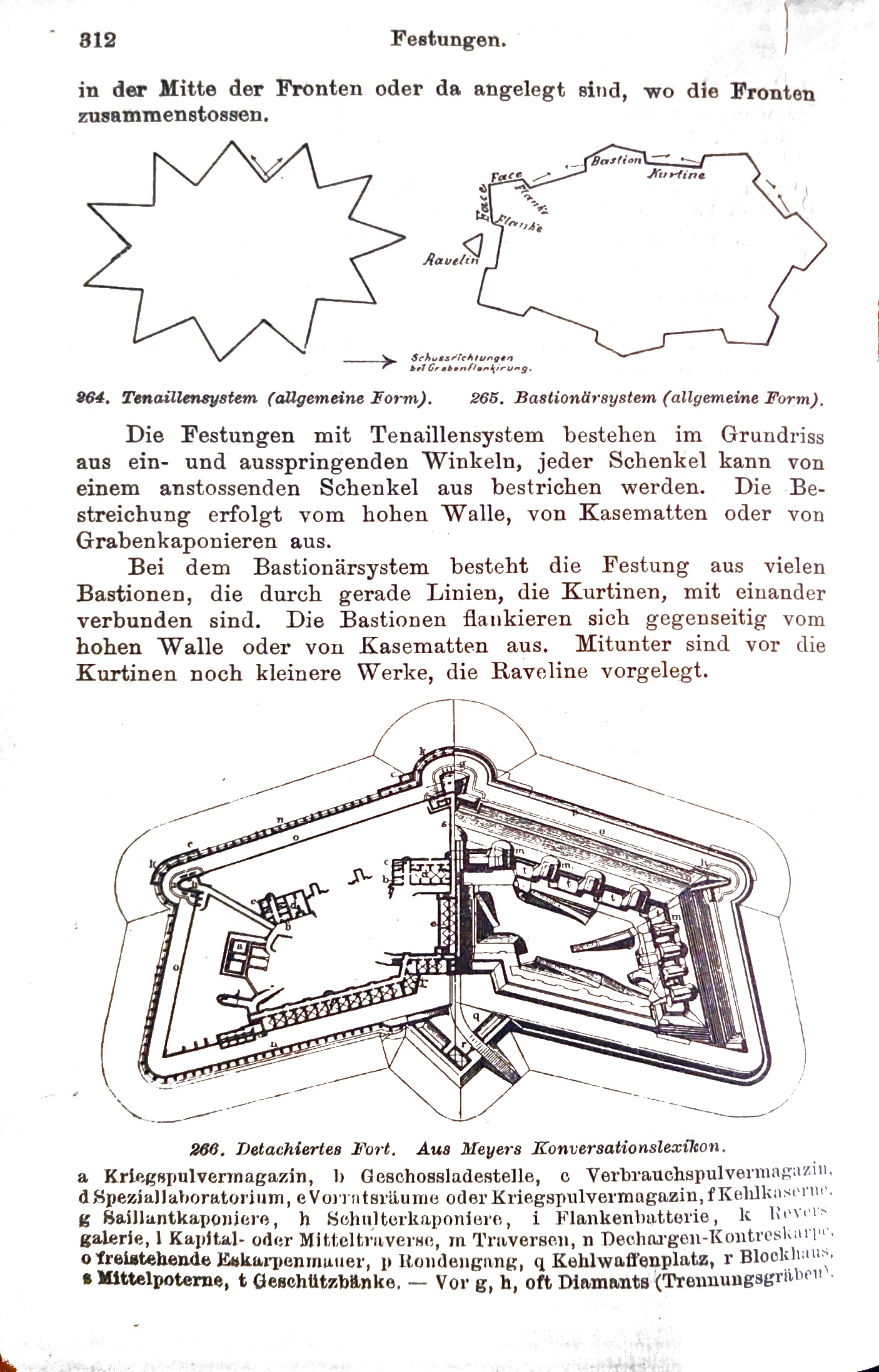
Hauptwerk eines detachierten Forts, wie es im Kölner Festungsring noch zu sehen ist

Zur Zeit von Friedrich dem Großen kam es zur Einführung der altpreußischen Manier. Hierbei richtete sich die äußere Form wieder mehr nach dem Platzbedarf der Festungsstädte und nicht mehr nach geometrischen Grundsätzen (Polygonalsystem). Die Bastionen wurden stark verkleinert, und in einiger Entfernung wurde ein zweiter, äußerer Wall angelegt. An dessen Ecken wurden kleine Forts errichtet, die nach dem Tenaillensystem in günstigen Positionen (Hügel) gebaut wurden und die auch hinten einen „Abschlusswall“ besaßen, sodass sich jedes alleine verteidigen konnte. Beim Tenaillensystem handelte es sich um eine Art Sternform, sodass ein optimales Flankenfeuer noch besser gewährleistet wurde. Ein Baumeister namens Landsberg hatte diese Methode propagiert, doch wurde nur einmal eine ganze Festung (Neubefestigung von Magdeburg 1730) so errichtet, da sie sehr platzaufwendig waren und sehr verwundbar gegenüber Rikoschettschüssen (Kanonenschüsse mit vorausberechneten Abprallern), für die Forts war sie aber gut geeignet. Da die Abstände zwischen diesen Forts sehr groß waren, wurde dazwischen, in der Mitte jedes Wallstücks, eine Art Bastion errichtet, die ebenfalls einen Abschlusswall besaß und damit ein eigenes „Miniaturfort“ bildete. Bei längeren Abschnitten beider Wälle wurden häufig kleinere „Ausstülpungen“ eingeschoben. Durch vorher angelegte Minengänge konnte ein in Feindeshand geratener Teil der Festung jederzeit gesprengt werden.
Durch den Wiener Kongress 1814/15 konnte Preußen mit der Rheinprovinz sein Staatsgebiet erheblich vergrößern. König Friedrich Wilhelm III. erließ sofort Order, in der Rheinprovinz die großen Städte neu zu befestigen. In den folgenden Jahren entstanden z. B. die Festung Koblenz, die Festung Minden oder der Festungsring Köln. Andere preußische Festungen entstanden in Cosel, Königsberg, Magdeburg, Posen, Thorn, Wittenberg und einigen anderen Städten oder an Flussläufen wie die Festung Küstrin.

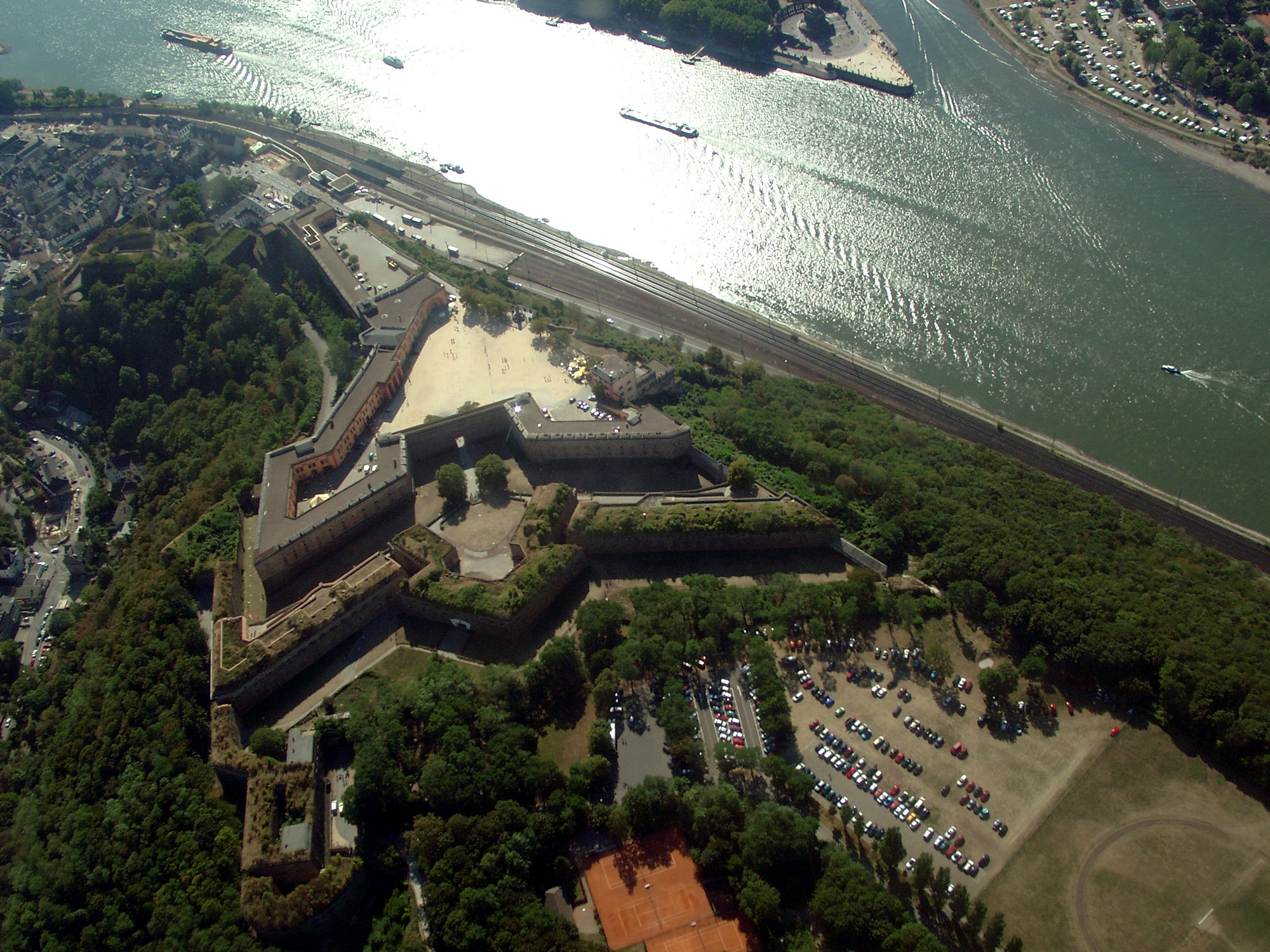
Festung Ehrenbreitstein – ein Teil der Festung Koblenz

Die preußischen Festungen wurden nach modernsten Erkenntnissen, der neupreußischen oder neudeutschen Befestigungsmanier erbaut. Diese behielt die Grundsätze der altpreußischen bei und koppelte sie mit den Ideen vom Marquis de Montalembert und von Lazare Carnot. Anstatt Bastionen anzulegen, wurden im Festungsgraben große, zweistöckige hufeisenförmige Bauwerke (Kaponniere) errichtet, die durch ein vorgeschobenes Deckwerk aus Erde geschützt wurden (der Graben musste eine dreieckige Ausbuchtung erhalten, um alles zu umgeben). Dieses war gleich hoch wie die Kaponniere, während auf dem Dach derselben sich eine Brustwehr aus Erde befand. Die Kanonen der Kaponniere selbst konnten den Feind erst angreifen, wenn dieser am angrenzenden Graben stand – im Gegensatz zu Haubitzen und Mörsern. Deshalb wurden in der Spitze des Deckwerks weitere Bauwerke errichtet, die solche Wurfgeschütze enthielten. Zusätzlich wurden in den Ecken des gedeckten Wegs (zwischen Glacis und Graben) und unten im Graben kleine „Blockhäuser“ aufgestellt. Außerdem wurden die traditionellen Mauern an der Grabeninnenseite (Escarpe) jetzt auf die Höhe des Glacis erhöht, und zwischen dieser Mauer und dem Wall wurde ein kleiner Zwischenraum freigelassen, sodass man Schießscharten hinein machen konnte. Außerdem rutschte der Wall jetzt nicht mehr in den Graben, wenn diese Mauer eingeschossen wurde. In der Nähe der Kaponniere wurden außerdem häufig besonders breite Rampen angelegt, die in den Graben und hinaus auf den gedeckten Weg führten und so schnelle, großangelegte Ausfälle nicht mehr nur vom Tor aus ermöglichten. Zur weiteren Verbesserung des Flankenfeuers wurde die Innenwand des Glacis im leichten Zickzack angelegt. Indem man auch in der Mitte der einzelnen Wallabschnitte Deckwerke mit Kaponniere baute, konnte man diese länger machen.

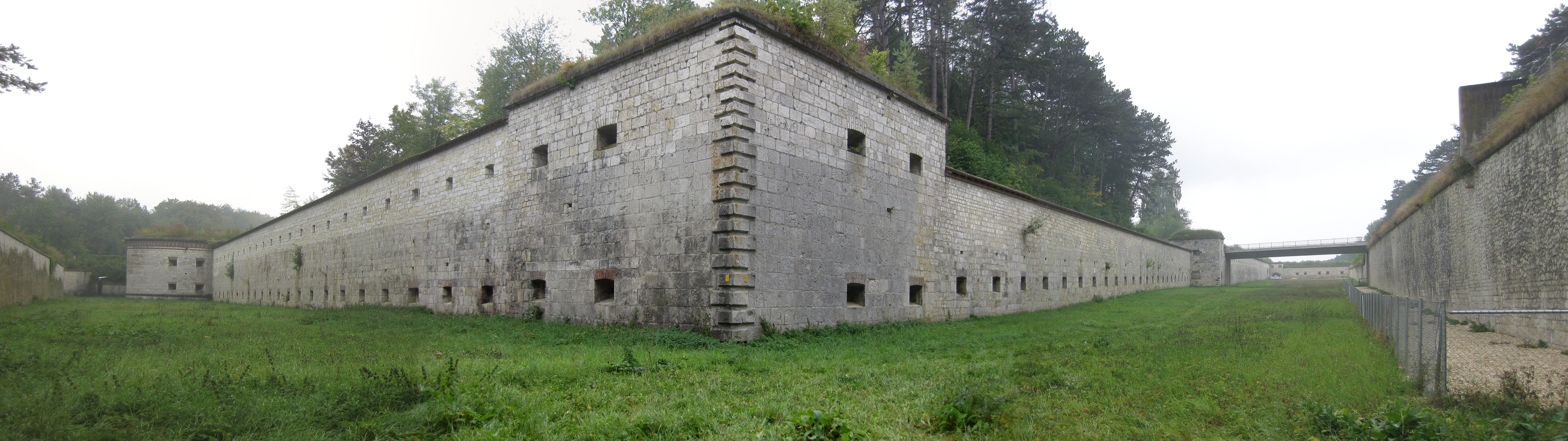
Werk XVI der Bundesfestung Ulm

Der – maximal ein Kilometer – vorgeschobene Fortgürtel besaß jetzt keine Verbindungswälle mehr, die Forts waren also voneinander abgeschnitten. Jedes Fort war in etwa bastionsförmig oder fast dreieckig und hatte im Inneren ein zweistöckiges Bauwerk mit Brustwehr auf dem Dach – es war also eigentlich ein abgeschnittenes Deckwerk mit Miniatur-Kaponniere. Die Forts hatten jetzt auch keinen hinteren Wall mehr, sondern nur mehr einen hinteren Abschluss mit einer Kehlkaserne und einem Kehlgraben – so ließen sie sich besser vom Hauptwall aus kontrollieren. Alle Abstände bei einer Festung konnten später, nach der Einführung der gezogenen Geschütze verlängert werden.
Außer in Frankreich löste die neue Methode allgemein das Bastionärsystem rasch ab. Allerdings wurde dieses Neudeutsche System nur bei strategisch wichtigen Festungen eingesetzt, um Geld zu sparen, die anderen ließ man oft schon jetzt langsam verfallen oder man zerstörte sie. Die Franzosen beharrten als Einzige länger auf der fortlaufenden Instandsetzung des alten Festungsgürtels von Vauban. Nach dem verlorenen Krieg 1870/71 und dem Verlust von Elsaß-Lothringen bauten sie die Barrière de fer.
Nachdem Koblenz preußisch geworden war, begann man unverzüglich mit der Neubefestigung in neupreußischer Manier. Die Stadt Koblenz erhielt eine neue Stadtumwallung und auf den Höhenzügen um die Stadt wurden massive Festungen gebaut. Es entstand das größte militärische Bollwerk am Rhein, eine der stärksten Bastionen. Die Militäringenieure Gustav von Rauch und Ernst Ludwig von Aster errichteten mit ihr eine weitläufige Zitadelle, die bis heute das Stadtbild von Koblenz prägt. Die Stadtbefestigung wurde 1890 wegen der fortschreitenden Kriegstechnik (Brisanzgranate, Eisenbahngeschütze) aufgegeben und vollständig abgerissen. Die Festungen in Koblenz verloren an militärischer Bedeutung, blieben aber bis zum Ersten Weltkrieg in Funktion. Danach wurden sie zum Teil geschleift oder verwahrlosten.
Von wenigen Ausnahmen abgesehen, neben Koblenz vor allem Metz, Straßburg, Mainz, Köln, Thorn und Posen, rückte der Unterhalt und die Anpassung von Festungen an die Entwicklung der Militärtechnik nach 1871 in den Hintergrund. Der strategische Schwerpunkt lag auf möglichst mobilen Heereseinheiten. Zudem verschlang das Deutsch-Britische Flottenwettrüsten Summen, die unter anderem bei den Festungen eingespart wurden. Vor allem im Landesinneren wurden zahlreiche Festungen ganz aufgegeben und die Festungsringe, wenn auch zum Teil zögerlich, für Stadterweiterungen und Straßenbau freigegeben. Andere Städte blieben formal Festungen, die Verteidigungsanlagen wurden aber nicht mehr modernisiert.
In den verbliebenen Festungsstädten verfügten die Festungsgouverneure und -kommandeure insbesondere im Fall einer militärischen Bedrohung über erhebliche Machtmittel gegenüber der städtischen Bevölkerung sowie der zivilen Verwaltung und Politik. Dazu zählte unter anderem die mögliche Ausweisung von Teilen der Bevölkerung, insbesondere wegen politischer Unzuverlässigkeit und wegen drohender Versorgungsschwierigkeiten. Zudem galten für Bewohner von Festungsstädte besondere Vorschriften, vor allem zur Bereithaltung von Vorräten, um die eigene Versorgung im Fall einer Einschließung durch gegnerische Kräfte sicherstellen zu können. Allerdings hätte die Militärverwaltung die in der Stadt verbleibenden Armen aus ihren eigenen Vorräten verpflegen müssen. Die Detailregelungen für den Fall der drohenden Einschließung verblieben lange auf dem Stand von kurz nach der Mitte des 19. Jahrhunderts. Erst 1913 versuchte die deutsche Reichsregierung angesichts der allgemeinen Kriegserwartung die Verteidigungsfähigkeit der Festungen zu überprüfen und zu erhöhen. Je nach erwarteter Bedrohung sollten die Festungen zwischen drei und sieben Monaten zur autarken Versorgung, insbesondere mit Lebensmitteln, Medikamenten und Verbandsmaterial, in der Lage sein. Auf die Regierungsinitiative hin bildeten sich lokale Verpflegungsausschüsse, die den Stand der Vorbereitungen erfassen sollten. Die Erhebungen ergaben weitgehend das Bild unzureichender Überlebensfähigkeit. So wären in Köln die Kranken- und Waisenhäuser für rund zwei Monate und damit nahezu dem Mindestmaß entsprechend ausgestattet gewesen, die allgemeine Bevölkerung hätte aber allenfalls zwei Wochen lang ernährt werden können. Es folgten Beratungen und Erörterungen, bei denen es vor allem um die Kostenaufteilung der nötigen Verproviantierung zwischen den Kommunen und dem Reich ging. Diese waren erheblich. So wurden die Kosten für eine ausreichende Verproviantierung der Stadt Posen auf zehn Millionen Mark geschätzt, zu denen nach Kriegsbeginn noch einmal acht Millionen hinzugekommen wären. Umgesetzt wurde bis zum Beginn des Ersten Weltkriegs jedoch kaum etwas. Aber auch die mögliche Ausweisung Arbeitsunfähiger wurde näher erörtert. So wurden 1914 für Köln rund 100.000 Abzuschiebende, rund 16 Prozent der Stadtbevölkerung, angenommen. Diese Menschen hätten im Umland in Notunterkünften untergebracht werden sollen.
Tatsächlich umgesetzt wurden Ausweisungen zunächst vor allem an und in der Nordsee. So musste fast die gesamte Helgoländer Bevölkerung bereits im August 1914 überstürzt die Insel verlassen und wurden anschließend zum Teil durch die Militärbehörden durch Geldzahlungen versorgt. Von Borkum gingen 575 Personen, teils freiwillig, teils auf Anweisung der Militärbehörden, aufs Festland. Der Großteil kehrte allerdings Mitte Oktober 1914 wieder zurück. Rund 50 Einwohner mussten die stark befestigte Insel Wangerooge verlassen. Auf den Nordfriesischen Inseln wurden bis zu 70 Personen in Schutzhaft genommen, die aber nach der Neutralitätserklärung Dänemarks wieder freikamen. Diese Anordnungen dienten vor allem auf Helgoland und Wangerooge dem Schutz der Bevölkerung vor Folgen eventueller Kampfhandlungen, sollten aber vor allem die Unterstützung möglicher britischer Landungsoperationen vereiteln. In kleinem Umfang kam es auch in den östlichen Festungsstädten zur Evakuierung eines Teils der Bevölkerung. So wurden in Königsberg im August 1914 Familienangehörige von Militärpersonal sowie Rekruten nach Westen ins Landesinnere gebracht. In Breslau wurden die Insassen von Strafanstalten und Irrenhäusern abgeschoben. Darüber hinaus verfügten Festungskommandanten auch über Befugnisse zur Pressezensur, zur Einschränkung kultureller Aktivitäten sowie zur Überwachung und vorübergehenden Verhaftung oder Abschiebung ins Reichsinnere einzelner Personen. Diese wurden insbesondere gegen nationale Minderheiten in Nordschleswig (Dänen), Preußen (Polen) und Lothringen (Franzosen) genutzt.

## Weitere Festungen
Außerhalb Preußens entstanden etwa die deutsche Bundesfestung Ulm, die bayerisch-pfälzischen Festungen (Landesfestung Ingolstadt, Festung Rothenberg, Festung Germersheim), in Kursachsen die Dresdner Befestigungsanlagen, die Festung Torgau und die Festung Königstein, im Hochstift Bamberg die Festungen Rosenberg und Forchheim, die Würzburger Festung Marienberg, die badische Festung Rastatt. Die fünf Forts des zweiten Verteidigungsrings der kurerzbischöflichen Festung Mainz, die bereits zwischen 1710 und 1735 gebaut wurden, wurden modernisiert, weitere 18 Forts entstanden in einem dritten Verteidigungsring.
In der Schweiz entstand ab 1659 die Festung Aarburg, in Italien wurde die alte Festung Civitella del Tronto neu befestigt, Oslo wurde mit der Festung Akershus befestigt, im 19. Jahrhundert entstand die Festung Antwerpen.

## Feste

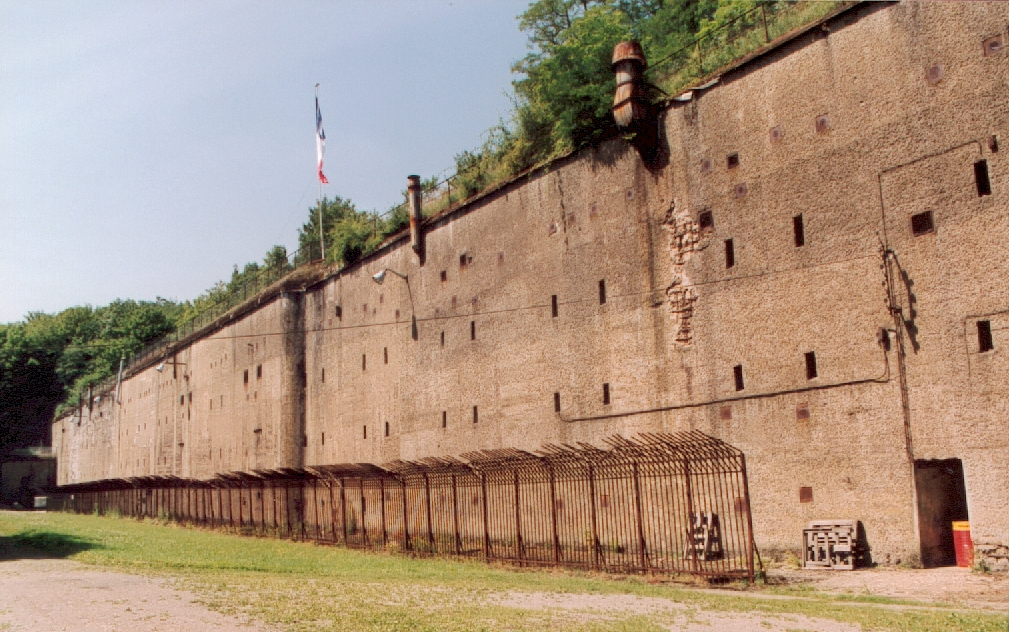
Haupt- oder Mittelkaserne der Feste Obergentringen bei Diedenhofen/Lothringen

Als Feste (auch Gruppenbefestigung oder französisch groupe fortifié) bezeichnet man einen in Deutschland am Ende des 19. Jahrhunderts entwickelten Festungstyp. Die immer stärker gewordene Angriffsartillerie erforderte es, die Geschütze einer Festung, die den Fernkampf zu führen hatten, unter Panzerschutz zu stellen. Gleichzeitig musste der Infanterie durch betonierte Kasernen ein entsprechender Schutz geboten werden. Das entscheidende Merkmal der Feste war, die Lage vor allem dieser beiden wichtigsten Elemente einer modernen Festung – Panzerbatterie und Infanteriewerk – ausschließlich an die Lokalität anzupassen. Die einzelnen Anlagen wurden über das Gelände verstreut (sogenannte aufgelöste Bauweise), um aus der gegebenen Landschaft einen möglichst großen taktischen Vorteil zu gewinnen. Damit endete die Zeit der Einheitsforts im Festungsbau. Das neue Konzept wurde in Deutschland mit AKO (Allerhöchster Kabinetts-Ordre) vom 30. Juni 1897 beschlossen. Als erste Befestigung dieses neuen Typs wurde die Feste Haeseler südlich von Metz ab 1899 errichtet. Insgesamt wurden erbaut:
| Bei Metz:                        | Feste Kronprinz, Feste Kaiserin, Feste Leipzig, Feste Lothringen, Feste von der Goltz, Feste Luitpold, Feste Wagner, Feste Haeseler |
| Bei Mutzig-Molsheim (Straßburg): | Feste Kaiser Wilhelm II. (in der 2. Bauphase)                                                                                       |
| Bei Thionville (Diedenhofen):    | Feste Obergentringen, Feste Königsmachern, Feste Illingen                                                                           |
| Isteiner Klotz:                  | Feste Istein |

In den dreißig Jahren vor dem Beginn des Ersten Weltkriegs wurden rund 500 Millionen Reichsmark investiert, um die Landesverteidigung zu stärken.

## Festungen des Ersten Weltkrieges
Österreich-Ungarn

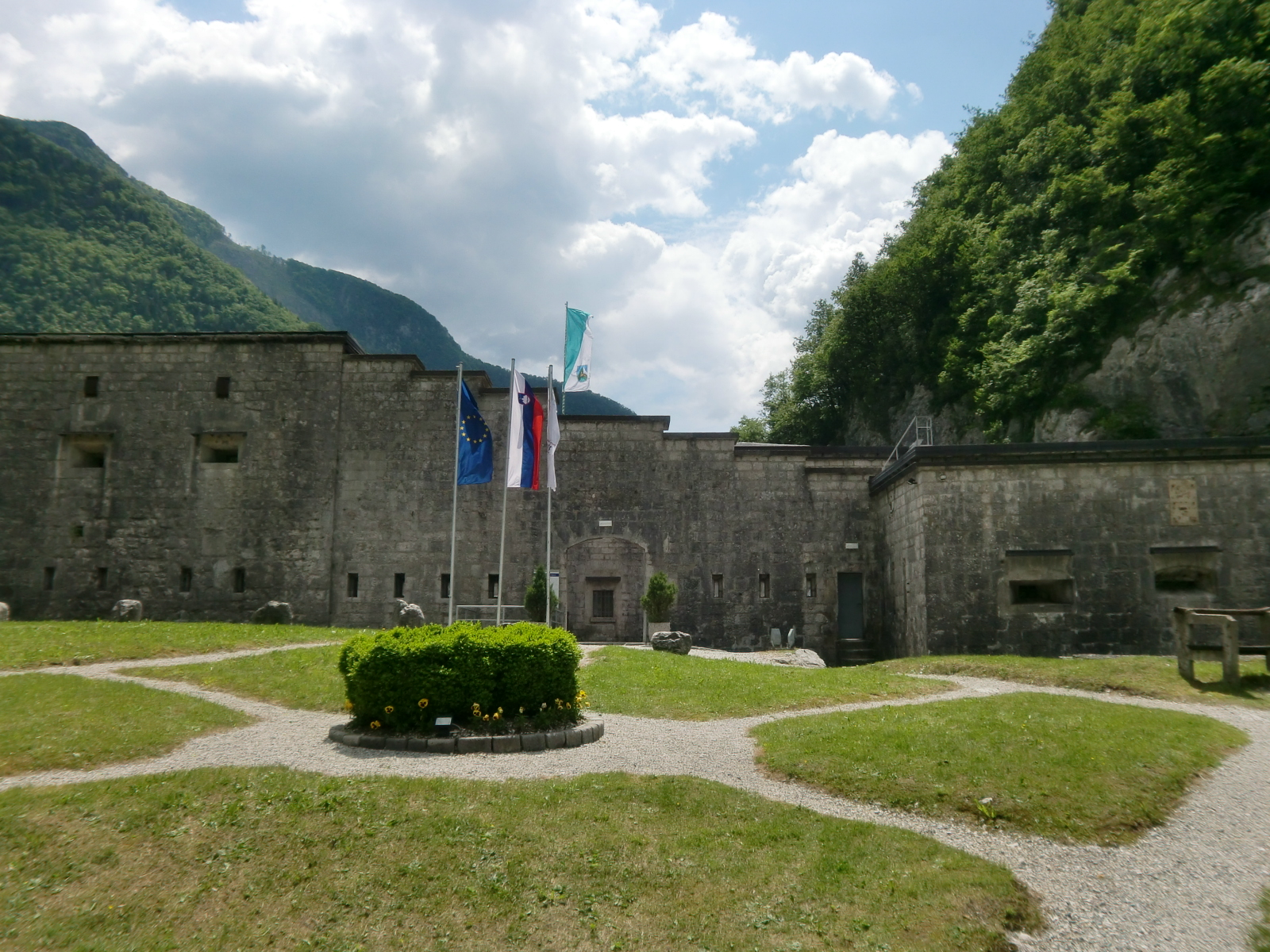
Flitscher Klause

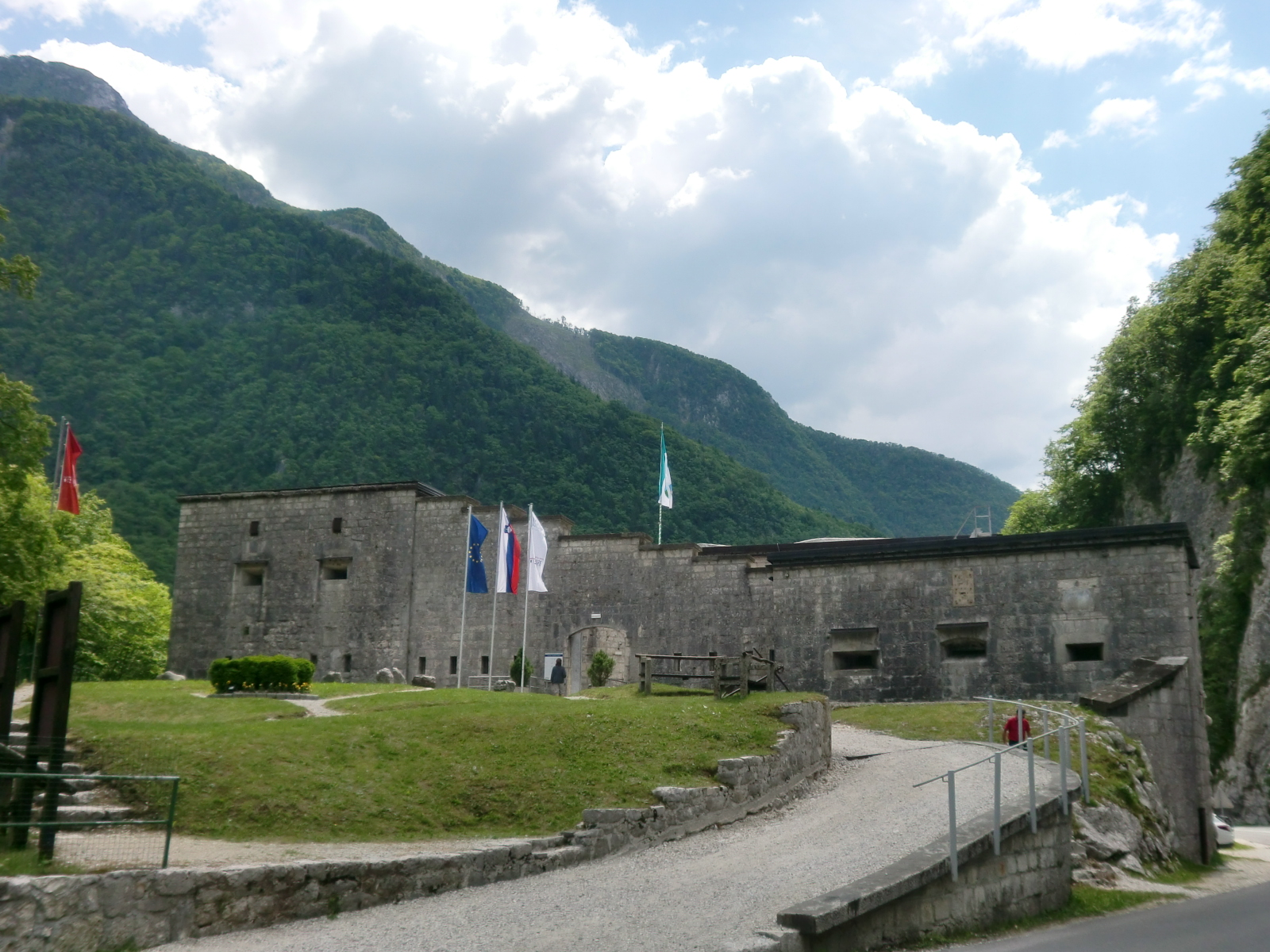
Flitscher Klause

An der Straße von Bovec in Slowenien zum Predilpass (slow. Predel) befinden sich zwei k. u. k. Festungswerke des Ersten Weltkrieges: die 1881/82 erbaute sog. Flitscher Klause (slow.: Trdnjava Kluže) und die Ruine des Forts Hermann.
Beide Festungen sollten den strategisch wichtigen Predelpass ins Kanaltal abriegeln und waren somit ein Teil der Isonzofront.
Vom Fort Hermann steht nur noch eine Ruine. Dessen Betonpanzer konnte den neuartigen Granaten nicht standhalten.

## „Festung“ im Zweiten Weltkrieg (1944/45)
Während des Zweiten Weltkrieges (1939–1945) prägte Adolf Hitler den Begriff um: als Bezeichnung von Orten, die aufgrund ihrer operativen Bedeutung als Verkehrsknotenpunkte besonders hartnäckig verteidigt werden sollten, auch wenn das ihre Einschließung bedeutete. Im März 1944 erklärte er per Führerbefehl zahlreiche Orte zu Festungen.
Das Konzept bewährte sich nicht und führte zu größeren Verlusten der Wehrmacht.
Hitler ernannte im Januar 1944 alle wichtigen Hafenstädte im Westen zu „Festungen“. Beispiele:
- Am 27. Mai 1944 griffen amerikanische Bomber die deutschen Militäranlagen in Marseille an. Am 28. August kapitulierten nach einwöchigem Kampf die deutschen Besatzer gegenüber den Truppen des Freien Frankreich.[14]

Die Verteidiger kämpften nicht so fanatisch wie zum Beispiel in OKW-Befehlen von Februar 1944 zur Verteidigung von Festungen gefordert. Darin war befohlen, „bis zum letzten Mann“ zu kämpfen und keinesfalls zu kapitulieren.
- Nach der Landung in der Normandie griffen alliierte Truppen Caen an. Es kam zur verlustreichen Schlacht um Caen, da die Alliierten aus ihrem Brückenkopf ausbrechen und die Deutschen dies verhindern wollten. Caen war der einzige große Seehafen in diesem Brückenkopf und für die Anlandung des alliierten Nachschubs sehr wichtig.
- Paris wurde 1944 zur Festung erklärt, obwohl die Deutschen kaum Ressourcen hatten, um die Stadt zu verteidigen. Hitler gab den Trümmerfeldbefehl, der Stadtkommandant Dietrich von Choltitz ignorierte diesen und kapitulierte im August 1944.[16]
- Hitler erklärte Anfang Dezember 1944 Budapest zur Festung.[17]

## Ehemalige Festungen und der Denkmalschutz

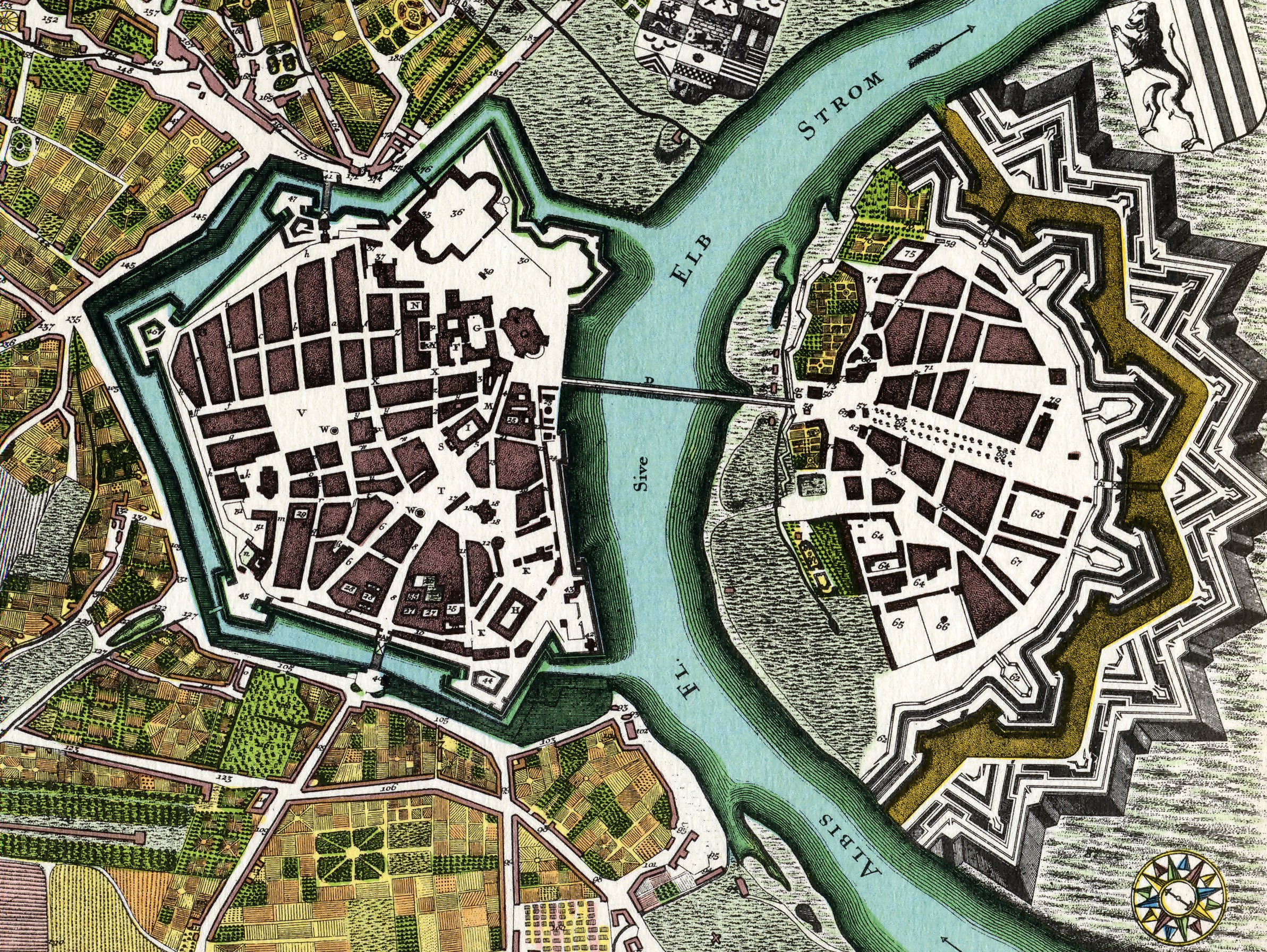
Festungsanlagen der Stadt Dresden um 1750

Nach der Aufgabe einer Festung wurden im Normalfall sämtliche Festungswerke geschleift, das heißt beseitigt und einer zivilen Nutzung zugeführt. Auf diese Art und Weise sind die meisten Festungen in Deutschland und in den europäischen Nachbarstaaten dem Erdboden gleichgemacht worden. Dies geschah vor allem im Zusammenhang mit der Entfestigung der großen Städte und nur in eher seltenen Fällen konnte eine städtische Festung der Nachwelt erhalten bleiben.
Noch heute finden sich in den meisten europäischen Städten topografische Spuren der ehemaligen Befestigungen, da der mit dem Schleifen gewonnene ebene Baugrund zumeist zum Anlegen breiter Prachtstraßen verwendet wurde. Diese wurden entweder auf dem kompletten Festungsring oder doch auf Teilen davon errichtet. Die wohl bekanntesten Beispiele sind neben Paris (das schon unter Ludwig XIV. entfestet wurde), Mannheim, Dresden, München und Wien.
Die Befestigungen Wiens samt Glacis wurde aufgrund der in der k.u.k. Generalität noch immer präsenten Angst vor der Türkengefahr erst in den 1850er Jahren geschleift. Auf den freigewordenen Flächen wurden die Ringstraße und zum Teil sehr vornehme Stadtviertel errichtet, die nun Wien und die Wiener Vorstädte zu einer einheitlichen Stadt verbanden. Auch die im Französischen gebräuchliche Bezeichnung Boulevard weist auf die ehemaligen Befestigungen hin, denn das französische Wort leitet sich von „Bollwerk“ ab und bezeichnet die an Stelle der ehemaligen Bollwerke angelegten Straßen. In manchen Städten hat sich sogar noch das Bastionärsystem im zick-zack-förmigen Straßenverlauf der Ringstraße niedergeschlagen. Auch in Berlin finden sich in den Straßennamen Reminiszenzen an die ehemaligen Befestigungen: Oberwall-, Niederwall- und die Wallstraße erinnern an den ursprünglichen Verlauf der Anlage. Weiterhin zeichnet die Berliner Stadtbahn mit ihrem gebogenen Verlauf zwischen den Bahnhöfen Jannowitzbrücke und Hackescher Markt den Verlauf des alten Festungsgrabens nach.

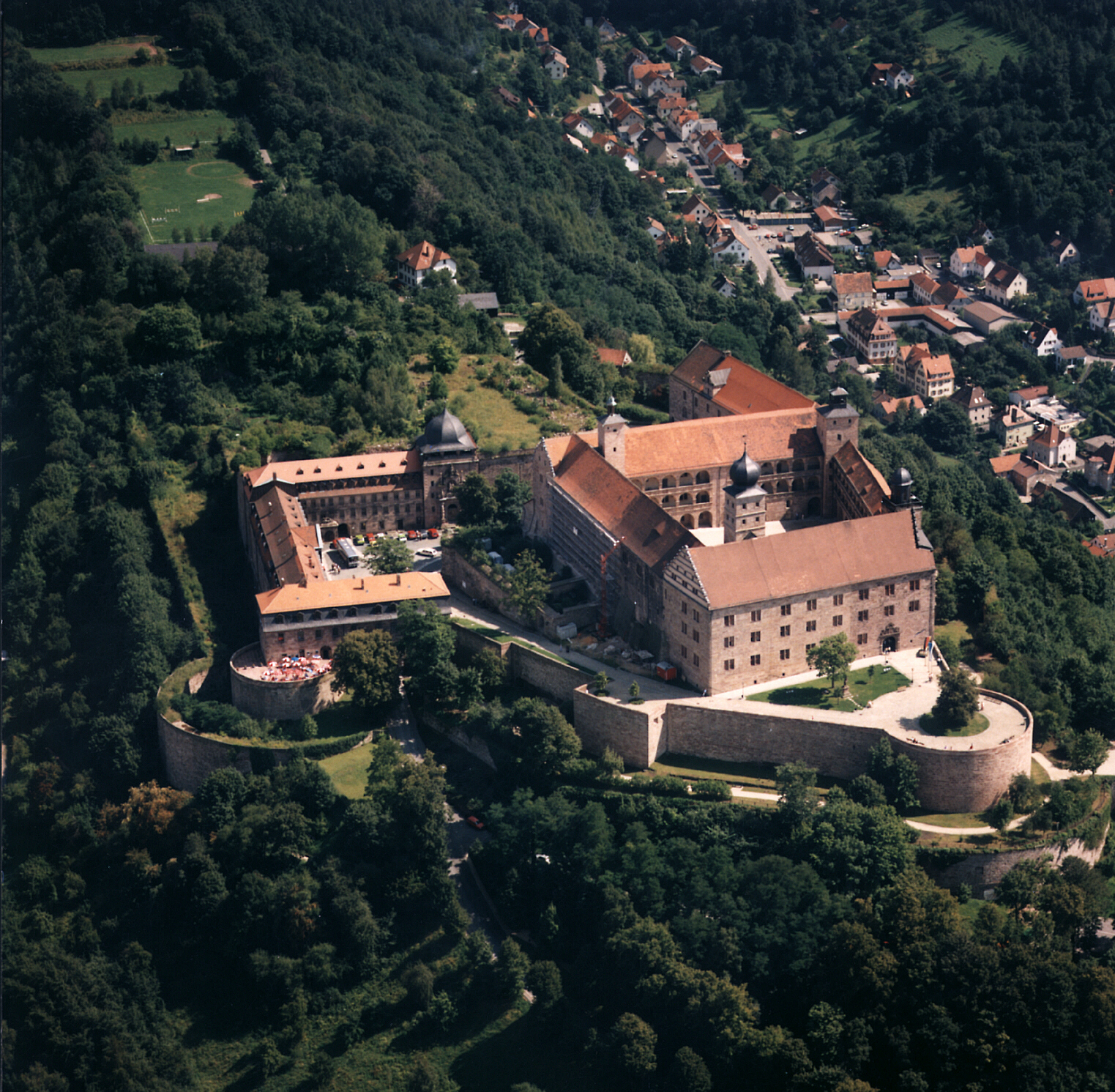
Die Plassenburg oberhalb Kulmbachs ist ein seltenes Beispiel einer Festung im Stil der Renaissance

In Dresden wurden Teile der Festungsanlagen umfunktioniert und haben heute herausragenden Stellenwert als Kultureinrichtungen und Ensembles von Bauwerken. So wurde eine Bastion zum Zwinger umgebaut. Auf der Seite des Kronentors wurde vor dem Zweiten Weltkrieg der schon verlandete Wassergraben der Festung freigelegt. Auch die Brühlsche Terrasse geht auf die Festungsanlage zurück und besitzt bis in die Gegenwart Kasematten der Festung.
Eine Besonderheit des Festungsbaus stellt in Deutschland die Festung Minden mit ihrem befestigten Bahnhof dar. Die Anlage ist wegen ihrer frühen Aufhebung und der anschließend unterlassenen Schleifung in weiten Teilen erhalten geblieben. Sie gibt den Stand des Festungsbaues des 19. Jahrhunderts wieder und stellt weiterhin anschaulich den Zusammenhang von Festung und Eisenbahn her.
Die Festung Plassenburg in Kulmbach präsentiert sich heute trotz der Teilzerstörung von 1806/07 als gewaltige Verteidigungsanlage, in deren Kern sich ein vierflügeliger Renaissancepalast befindet. In der Plassenburg zeigen sich nebeneinander mittelalterlicher Burgenbau, frühneuzeitliche Verteidigungsbauweise mit Rondellen und Basteien in Ausmaßen wie sie Albrecht Dürer in seiner Befestigungslehre von 1527 forderte, Bastionen in unterschiedlichen Bauweisen des 16. und 17. Jahrhunderts, sowie Kasernenbauten des 17. und 18. Jahrhunderts. Mit der Hohen Bastei verfügte die Plassenburg über eines der größten Bollwerke dieser Art. Nach umfangreichen Umbauten der Nationalsozialisten durch Fritz Todt und Siegfried Schmelcher zwischen 1937 und 1942 erhält und restauriert seit den 1950er Jahren die Bayerische Verwaltung der staatlichen Schlösser, Gärten und Seen die Festung.
Von der Bundesfestung Ulm (1842–1859, mit nachträglichen Erweiterungen) ist trotz umfangreicher Abbruchmaßnahmen im frühen 20. Jahrhundert und in den 1960ern das meiste erhalten geblieben – so stehen heute noch die komplette Nordumwallung samt der Wilhelmsfeste, ein großer Teil der westlichen Neu-Ulmer Stadtumwallung, Reste der Stadtfronten westlich und östlich der Ulmer Altstadt sowie 12 der 14 Außenforts. Aus der Zeit der Reichsfestung Ulm stehen heute noch einige kleine, zum Teil nach dem Zweiten Weltkrieg gesprengte Betonwerke der Hauptkampfstellung 1914. Um den Erhalt der gesamten Anlage kümmert sich heute der Förderkreis Bundesfestung Ulm.

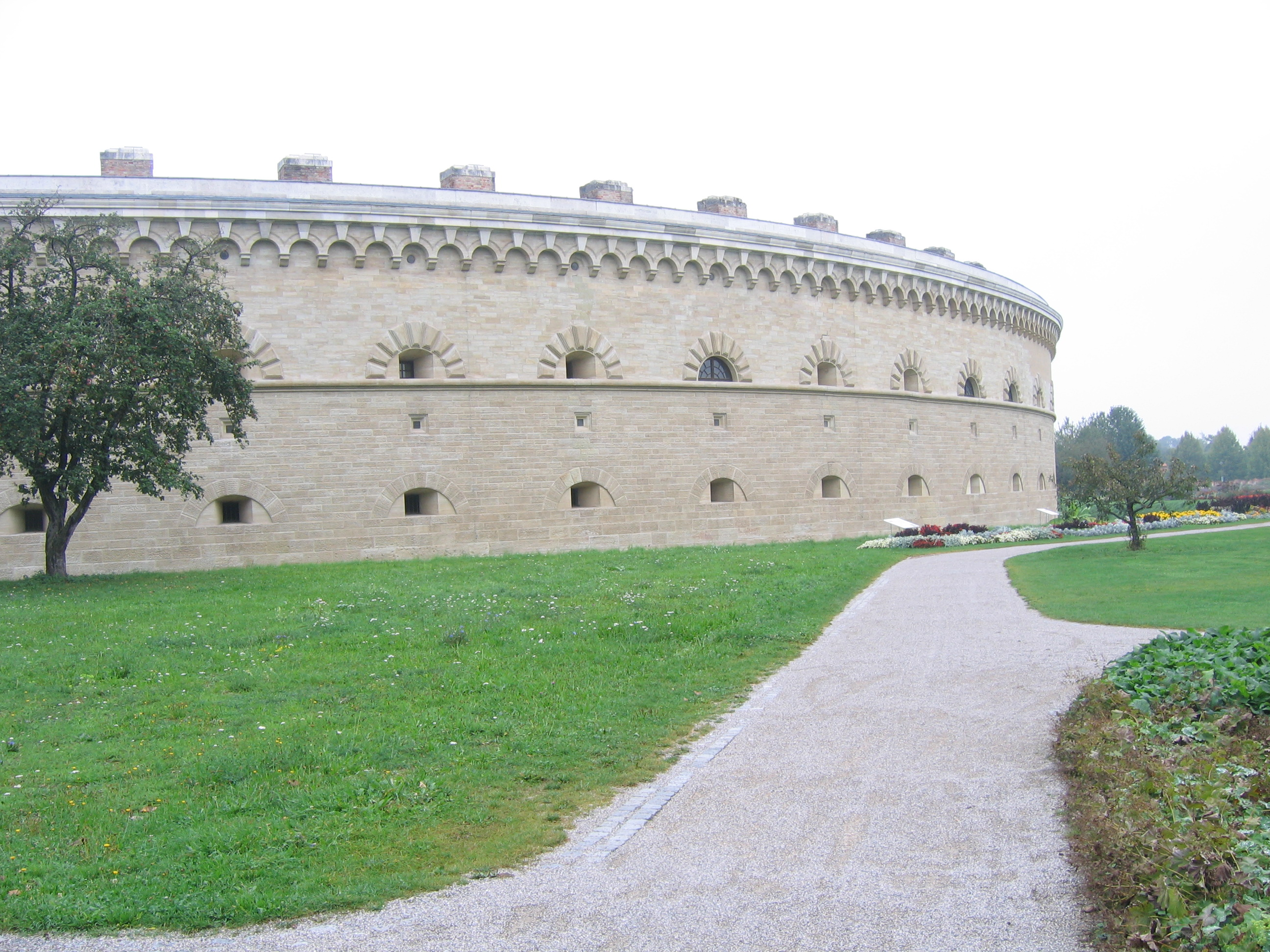
Reduit Tilly der ehemaligen Landesfestung Ingolstadt

Von der 1937 offiziell aufgelassenen Bayerischen Landesfestung Ingolstadt sind noch zahlreiche Bauwerke aus verschiedenen Epochen erhalten, vor allem von den klassizistischen Befestigungen im stadtnahen Bereich. Von den Kavalieren wurde lediglich der Kavalier Spreti 1963 abgerissen. Die meisten Werke des vorgeschobenen Fortgürtels wurden allerdings nach dem Zweiten Weltkrieg auf Befehl der amerikanischen Besatzungsmacht gesprengt; hier existiert lediglich noch das Fort Prinz Karl.
Vor allem an der Nordostgrenze Frankreichs blieben indes viele Festungsanlagen nahezu komplett erhalten (Belfort, Neuf-Brisach). Auch dies ist, parallel zu Wien, auf die Angst der zuständigen Generalität zurückzuführen, die in ständiger Sorge um eine Wiederholung des verheerenden Einmarsches der Deutschen im Jahre 1870 den bestehenden Festungsgürtel aufrechterhielten und ausbauten. Dies schien angesichts des siegreichen Ausganges des Ersten Weltkrieges eine erfolgversprechende Strategie zu sein, an deren Ende der Bau der Maginot-Linie stand. Erst nach dem Ende des Zweiten Weltkrieges erfolgte, nicht zuletzt forciert durch Charles de Gaulle, ein allmähliches Umdenken der französischen Verteidigungspolitik.
Mit der Erforschung historischer Festungen und ihrer Umgebung (Städte, Regionen) befassen sich verschiedene Vereinigungen in Europa. In Deutschland ist es die Deutsche Gesellschaft für Festungsforschung e. V. (DGF), die regelmäßig wissenschaftlich publiziert, jährlich Tagungen und Exkursionen organisiert und im Jahr 2021 auf ihr vierzigjähriges Bestehen zurückblickt. Sie hat von Anfang an mit gleichartigen europäischen Initiativen und Einrichtungen eng zusammengearbeitet, so mit der Österreichischen Gesellschaft für Festungsforschung, der FORT.CH (Schweiz), der Stichting Menno van Coehoorn (Niederlande), der Fortress Study Group (Großbritannien), der Association Vauban (Frankreich) und den „Frënn vun der Festungsgeschicht Lëtzebuerg“ (Luxemburg). Auch das östliche Europa ist beteiligt; bereits auf der ersten Internationalen Tagung der DGF – 1981 in Wesel – waren zwei Wissenschaftler aus Polen, von der Politechnika Gdanska, als Referenten tätig.
Einige Festungsanlagen und Festungssysteme haben es auf die UNESCO-Welterbeliste geschafft, darunter u. a. die Festungen Vaubans und die Festungsanlagen der Republik Venedig. Aber auch einzelne Festungsanlagen sind in die Liste aufgenimmen worden wie die Festung San Pedro de la Roca in Santiago de Cuba, das Fort Galle in Sri Lanka oder die Festung Elvas in Portugal. Andere Festungen stehen wiederum als Teil von Stadtanlagen in der Liste wie z. B. die Sankt-Peter-Paul-Festung in Sankt Petersburg oder die Festungen von La Valetta (Malta).
Es ist heute Aufgabe des Denkmalschutzes, die ehemaligen Festungsanlagen oder deren Reste zu erhalten, damit sich die Menschen auch in späteren Zeiten noch eine Vorstellung über diese vergangene Epoche und den Folgen für ihr eigenes Leben machen können.

## Zitate
„Früher und bis zur Zeit der großen stehenden Heere herunter waren Festungen, d. i. Schlösser und befestigte Städte, nur zum Schutz ihrer Einwohner da. Der Edelmann, wenn er sich von allen Seiten bedrängt sah, rettete sich in sein Schloss, um Zeit zu gewinnen, einen besseren Augenblick abzuwarten; die Städte suchten durch ihre Befestigungen die vorüberziehende Wetterwolke des Krieges von sich abzuhalten. […] Von der anderen Seite sind die Zeiten vorüber, wo die bloße Befestigung der Mauern ohne andere Kriegsanstalten einen Ort vor der Überschwemmung des Krieges, der über das ganze Land herzieht, völlig trocken erhalten konnte, denn diese Möglichkeit gründete sich teils auf die kleinen Staaten, in welche die Völker früher geteilt waren, teils auf die periodische Natur des damaligen Angriffs, der fast wie die Jahreszeiten seine bestimmte, sehr begrenzte Dauer hatte, weil entweder die Lehnleute nach Hause eilten oder das Geld für die Condottieri regelmäßig auszugehen pflegte. Seitdem große stehende Heere mit ihren gewaltigen Artilleriezügen den Widerstand der einzelnen Punkte maschinenartig niedermähen, hat keine Stadt und keine andere kleine Korporation mehr Lust, ihre Kräfte aufs Spiel zu setzen, um einige Wochen oder Monate später genommen und dann um so strenger behandelt zu werden.“

„Ein Verteidigungsheer ohne Festungen hat hundert verwundbare Stellen, es ist ein Körper ohne Harnisch.“

„Minden ist eine feste Burg.
Hat gute Wehr und Waffen!
 Mit preußischen Festungen hab ich jedoch
nicht gerne was zu schaffen.“

„Starre Befestigungen sind Monumente menschlicher Dummheit.“

### Zeitgenössische Quellen
- Honorat de Meynier: Fortification-Baw. Hoffmann, Frankfurt am Main 1642 urn:nbn:de:bvb:384-uba000163-1.
- Festungsbau aus „Das kleine Buch vom Deutschen Heere“, Lipsius und Tischer, Kiel und Leipzig 1901
- Praxis Artis Muniendi Modernae, das ist: Ausführliche Anweisung des Fortification-Baues. [S.l.] 1689, Online-Ausgabe der Sächsischen Landesbibliothek – Staats- und Universitätsbibliothek Dresden.
- Theoria Artis Muniendi Modernae, das ist Kunstmässige Hand-Grieffe, und Anweisung der vierfachen Fortification, nach welcher heutiges Tages in Europa die Vestungen pflegen erbauet, und mit Aussenwercken verwahret zu werden. Franckfurt 1689, Online-Ausgabe der Sächsischen Landesbibliothek – Staats- und Universitätsbibliothek Dresden.
- Speculum Artis Muniendi Lucidissimum, das ist: Hell-Leüchtender Fortifications-Spiegel. Leipzig 1694, Online-Ausgabe der Sächsischen Landesbibliothek – Staats- und Universitätsbibliothek Dresden.

### Übersichts- und Forschungsliteratur
- Karl Bauer: Fort Max Emanuel und Fort Prinz Karl der Festung Ingolstadt. 2. und 3. Auflage. Polygon, Eichstätt 2010, ISBN 978-3-928671-38-5 und -56-9.
- Tobias Büchi: Fortifikationsliteratur des 16. und 17. Jahrhunderts: Traktate deutscher Sprache im internationalen Kontext. Basel: Schwabe 2015
- Tobias Büchi: Die Festung Basel, Daniel Specklin und der Dreissigjährige Krieg. Basel: Colmena, 2021
- Christopher Duffy: Fire & Stone. The Science of Fortress Warfare. 1660–1860. 2. Auflage. Greenhill Books, London 1996, ISBN 1-85367-247-5.
- Christopher Duffy: Siege Warfare. The Fortress in the Early Modern World. 1494–1660. 2. Auflage. Routledge, London 1996, ISBN 0-415-14649-6.
- Christopher Duffy: Siege Warfare Volume II. The Fortress in the Age of Vauban and Frederick the Great. 1680–1789. Routledge, London 1985, ISBN 0-7100-9648-8.
- Henning Eichberg: Militär und Technik. Schwedenfestungen des 17. Jahrhunderts in den Herzogtümern Bremen und Verden. Schwann, Düsseldorf 1976, ISBN 3-590-18107-9.
- Henning Eichberg: Festung, Zentralmacht und Sozialgeometrie. Kriegsingenieurwesen des 17. Jahrhunderts in den Herzogtümern Bremen und Verden. Böhlau, Köln/Wien 1989, ISBN 3-412-01988-7.
- Frank Gosch: Festungsbau an Nordsee und Ostsee. Die Geschichte der deutschen Küstenbefestigungen bis 1918. Mittler, Hamburg u. a. 2003, ISBN 3-8132-0743-9.
- Michael Losse: Festung, Festungsbau. In: Horst Wolfgang Böhme, Reinhard Friedrich, Barbara Schock-Werner (Hrsg.): Wörterbuch der Burgen, Schlösser und Festungen. Reclam, Stuttgart 2004, ISBN 3-15-010547-1, S. 123–126, doi:10.11588/arthistoricum.535.
- Hartwig Neumann: Festungsbau-Kunst und -Technik. area, Erftstadt 2004, ISBN 3-89996-268-0.
- Werner Oechslin, Tobias Büchi, Martin Pozsgai: Architekturtheorie im deutschsprachigen Kulturraum: 1486–1648. Basel: Colmena, 2018
- Geoffrey Parker: The Military Revolution. Military Innovation and the Rise of the West, 1500–1800. 2. Auflage. Cambridge University Press, Cambridge 1996, ISBN 0-521-47958-4.
- Rudi Rolf: Die Deutsche Panzerfortifikation. Osnabrück 1991, ISBN 3-7648-1784-4.
- Rudi Rolf: Die Entwicklung des deutschen Festungssystems seit 1870. Tweede Exloermond 2000, ISBN 90-76396-08-6.
- Ulrich Schütte: Das Schloss als Wehranlage. Befestigte Schlossbauten der frühen Neuzeit. Wissenschaftliche Buchgesellschaft Darmstadt 1994, ISBN 3-534-11692-5 (zur Anwendung von Bollwerken/Kanonenbatterien, Rondellen und Bastionen an Burgen und Schlössern des 15. bis 18. Jh.)
- Ernst Seidl (Hrsg.): Lexikon der Bautypen. Funktionen und Formen der Architektur. Philipp Reclam jun. Verlag, Stuttgart 2006, ISBN 3-15-010572-2.
- Julia Seelig: Das UNESCO-Weltkulturerbe „Stelling van Amsterdam“. Historische Bedeutung und heutige besucherorientierte Nutzung einer niederländischen Großfestung, Beiträge zur angewandten Festungsforschung, Bd. 2, hrsg. von Ingo Eberle und Anja Reichert, zuerst als Diplomarbeit im Fachbereich Geographie und Geowissenschaften der Universität Trier, Norderstedt: BoD, 2007, ISBN 978-3-8334-8558-9.

### Zeitschriften und Schriftenreihen
- Beiträge zur internationalen Festungsforschung. (Schriftenreihe). Roderer, Regensburg 2001–.
- Schriftenreihe Festungsforschung. Deutsche Gesellschaft für Festungsforschung (DGF), Frankfurt am Main u. a. 1981–, ISSN 0723-2039.
- Festungsjournal. Zeitschrift der Deutschen Gesellschaft für Festungsforschung (DGF). Dortmund u. a. 1982-, ISSN 1618-3355.
- Zeitschrift für Festungsforschung. Wissenschaftliches Organ der Deutschen Gesellschaft für Festungsforschung e. V., Schriftleitung: Volker Schmidtchen (verantwortlich), Klaus Martin Hofmann, Burkhard Pape. Redaktion: Thomas Biller u. a. 1982–1988. ISSN 0722-8449.